# A Szombathelyi Haladás 2018–2019-es szezonja
Ez a szócikk a Szombathelyi Haladás 2018–2019-es szezonjáról szól.

## Játékoskeret
Utolsó módosítás: 2019. augusztus 2.
A vastaggal jelzett játékosok felnőtt válogatottsággal rendelkeznek.
| #  |     | Poszt | Név               |
| -- | --- | ----- | ----------------- |
| 3  | HUN | V     | Tóth Dávid        |
| 5  | HUN | V     | Tamás László      |
| 6  | HUN | KP    | Nyári Patrik      |
| 8  | HUN | KP    | Holdampf Gergő    |
| 11 | HUN | CS    | Medgyes Zoltán    |
| 14 | HUN | KP    | Gaál Bálint       |
| 21 | HUN | KP    | Petró Balázs      |
| 23 | HUN | V     | Schimmer Szabolcs |
| 26 | HUN | KP    | Jagodics Márk     |
| 29 | HUN | V     | Németh Milán      |
| 31 | HUN | KP    | Németh Márió      |

| #  |     | Poszt | Név              |
| -- | --- | ----- | ---------------- |
| 35 | HUN | V     | Predrag Bošnjak  |
| 44 | HUN | K     | Gyurján Márton   |
| 66 | HUN | K     | Rózsa Dániel     |
| 70 | HUN | KP    | Jancsó András    |
| 76 | HUN | KP    | Kiss Bence       |
| 79 | HUN | KP    | Halmosi Péter    |
|    | HUN | V     | Kovalovszki Máté |
|    | HUN | KP    | Tóth Máté        |
|    | HUN | CS    | Tóth Martin      |

### Kölcsönadott játékosok
| # |     | Poszt | Név                                            |
| - | --- | ----- | ---------------------------------------------- |
|   | HUN | K     | Kiss Ágoston (az Arminia Bielefeld csapatához) |
|   | SVK | CS    | Pinte Patrik (a Komárno csapatához)            |

## Statisztikák
Utolsó elszámolt mérkőzés: 2018. október 27.

### Összesített statisztika
A felkészülési mérkőzéseket nem vettük figyelembe.
| Lejátszott mérkőzés                            | 12 (12 bajnokság, — Magyar kupa) |
| Győzelem                                       | 1 (1 bajnokság, — Magyar kupa) |
| Döntetlen                                      | 2 (2 bajnokság, — Magyar kupa) |
| Vereség                                        | 9 (9 bajnokság, — Magyar kupa) |
| Szerzett gól                                   | 11 (11 bajnokság, — Magyar kupa) |
| Kapott gól                                     | 24 (24 bajnokság, — Magyar kupa) |
| Gólkülönbség                                   | –13 (–13 bajnokság, — Magyar kupa) |
| Sárga lap                                      | 27 (27 bajnokság, — Magyar kupa) |
| Kiállítás                                      | 4 (4 bajnokság, — Magyar kupa) |
| Legnagyobb arányú győzelem                     | minden kiírás: • 2–1 Puskás Akadémia (hazai pályán, bajnokság 4. forduló, 2018. 08. 11.)                                                                         |
| Legnagyobb arányú vereség                      | minden kiírás: • 1–4 Kisvárda (idegenben, bajnokság 8. forduló, 2018. 09. 15.)                                                                                   |
| Legtöbb gól egy mérkőzésen                     | minden kiírás: • 5 gól: Honvéd (idegenben 2–3 vereség, bajnokság 1. forduló, 2018. 07. 21.)Kisvárda (idegenben 1–4 vereség, bajnokság 8. forduló, 2018. 09. 15.) |
| Legmagasabb hazai nézőszám                     | 4.965 néző, Újpest (bajnokság 2. forduló, 2018. 07. 29.) |
| Legalacsonyabb hazai nézőszám                  | 3.936 néző, Puskás Akadémia (bajnokság 4. forduló, 2018. 08. 11.)                                                                                                |
| Legtöbb gólt szerző játékos                    | 3 gól: • Priskin (3 bajnokság, — Magyar kupa) |
| Legtöbbet figyelmeztetett játékos              | 4 figyelmeztetés:• Jagodics (3 , 1 ) |
| Pont (csak OTP Bank Liga)                      | 5 pont a megszerezhető 36 pontból (13,9%) |
| Horváth Ferenc vezetőedzővel ebben a szezonban | 0 győzelem — 0 döntetlen — 4 vereség |
| Michal Hipp vezetőedzővel ebben a szezonban    | 1 győzelem — 2 döntetlen — 5 vereség |

### Kiírások
A felkészülési mérkőzéseket nem vettük figyelembe.
Dőlttel a jelenleg még le nem zárult kiírásokat illetve az azokban elért helyezést jelöltük.
| Kiírás        | Statisztikák | Statisztikák | Statisztikák | Statisztikák | Statisztikák | Statisztikák | Statisztikák | Statisztikák | Kezdő forduló/ helyezés  | Végső forduló/ helyezés | Mérkőzések dátumai | Mérkőzések dátumai | Mérkőzések dátumai |
| Kiírás        | M            | GY           | D            | V            | LG–KG        | GK           | RGÁ          | KGÁ          | Kezdő forduló/ helyezés  | Végső forduló/ helyezés | Első               | Utolsó             | Következő          |
| ------------- | ------------ | ------------ | ------------ | ------------ | ------------ | ------------ | ------------ | ------------ | ------------------------ | ----------------------- | ------------------ | ------------------ | ------------------ |
| OTP Bank Liga | 12           | 01           | 02           | 09           | 11–24        | –13          | 0,92         | 2,00         | 7.                       | 12.                     | 2018. 07. 21.      | 2018. 10. 27.      | 2018. 11. 03.      |
| Magyar kupa   | 02           | 02           | 0            | 0            | 05–01        | 0+4          | 2,50         | 0,50         | 6. forduló (legjobb 128) | 8. forduló (legjobb 32) | 2018. 09. 23.      | 2018. 10. 31.      | 2018. 12. 05.      |
| Otthon        | 06           | 01           | 01           | 04           | 06–10        | 0–4          | 1,00         | 1,67         |                          |                         |                    |                    |                    |
| Idegenben     | 08           | 02           | 01           | 05           | 10–15        | 0–5          | 1,25         | 1,88         |                          |                         |                    |                    |                    |
| Összesen      | 14           | 03           | 02           | 09           | 16–25        | 0–9          | 1,14         | 1,79         |                          |                         |                    |                    |                    |

### Gólszerzők a szezonban
A táblázatban csak azokat a játékosokat tüntettük fel, akik a szezon során legalább egy gólt szereztek bármelyik kiírásban.
A táblázat elején a több gólt elérő játékosokat tüntettük fel.
Egy-egy mérkőzést részletesen is megnézhet, ha a forduló sorszámára kattint.
| Játékos     | Összes gól | Összes gól | Összes gól | OTP Bank Liga | OTP Bank Liga | OTP Bank Liga | OTP Bank Liga | OTP Bank Liga | OTP Bank Liga | OTP Bank Liga | OTP Bank Liga | OTP Bank Liga | OTP Bank Liga | OTP Bank Liga | OTP Bank Liga | OTP Bank Liga | OTP Bank Liga | OTP Bank Liga | OTP Bank Liga | OTP Bank Liga | OTP Bank Liga | OTP Bank Liga | OTP Bank Liga | OTP Bank Liga | OTP Bank Liga | OTP Bank Liga | OTP Bank Liga | OTP Bank Liga | OTP Bank Liga | OTP Bank Liga | OTP Bank Liga | OTP Bank Liga | OTP Bank Liga | OTP Bank Liga | OTP Bank Liga | OTP Bank Liga | OTP Bank Liga | OTP Bank Liga | OTP Bank Liga | Magyar kupa | Magyar kupa | Magyar kupa | Magyar kupa   | Magyar kupa     | Magyar kupa | Magyar kupa | Magyar kupa | Magyar kupa | Magyar kupa | Magyar kupa | Magyar kupa |
| Játékos     | Összes gól | Összes gól | Összes gól | Gólok         | Gólok         | Gólok         | 1             | 2             | 3             | 4             | 5             | 6             | 7             | 8             | 9             | 10            | 11            | 12            | 13            | 14            | 15            | 16            | 17            | 18            | 19            | 20            | 21            | 22            | 23            | 24            | 25            | 26            | 27            | 28            | 29            | 30            | 31            | 32            | 33            | Gólok       | Gólok       | Gólok       | 6             | 7               | 8           | 8d1         | 8dv         | 4d1         | 4dv         | ed1         | edv         |
| Játékos     | Gól        | 11         | öngól      | Gól           | 11            | öngól         | i             | o             | i             | o             | i             | o             | i             | i             | o             | i             | o             | o             | i             | o             | i             | o             | i             | o             | o             | i             | o             | i             | i             | o             | i             | o             | i             | o             | i             | i             | o             | i             | o             | Gól         | 11          | öngól       | i             | i               | i           |             |             |             |             |             |             |
| ----------- | ---------- | ---------- | ---------- | ------------- | ------------- | ------------- | ------------- | ------------- | ------------- | ------------- | ------------- | ------------- | ------------- | ------------- | ------------- | ------------- | ------------- | ------------- | ------------- | ------------- | ------------- | ------------- | ------------- | ------------- | ------------- | ------------- | ------------- | ------------- | ------------- | ------------- | ------------- | ------------- | ------------- | ------------- | ------------- | ------------- | ------------- | ------------- | ------------- | ----------- | ----------- | ----------- | ------------- | --------------- | ----------- | ----------- | ----------- | ----------- | ----------- | ----------- | ----------- |
| Priskin     | 4          | 0          | 0          | 4             | 0             | 0             | Gól           |               |               |               |               |               | Gól           | Gól           | Gól           |               |               |               |               |               |               |               |               |               |               |               |               |               |               |               |               |               |               |               |               |               |               |               |               | 0           | 0           | 0           |               |                 |             |             |             |             |             |             |             |
| Kovács L.   | 3          | 1          | 0          | 0             | 0             | 0             |               |               |               |               |               |               |               |               |               |               |               |               |               |               |               |               |               |               |               |               |               |               |               |               |               |               |               |               |               |               |               |               |               | 3           | 1           | 0           |               | Gól · Gól · gól |             |             |             |             |             |             |             |
| Gaál        | 2          | 0          | 0          | 2             | 0             | 0             |               |               | Gól           |               |               | Gól           |               |               |               |               |               |               |               |               |               |               |               |               |               |               |               |               |               |               |               |               |               |               |               |               |               |               |               | 0           | 0           | 0           |               |                 |             |             |             |             |             |             |             |
| K. Mészáros | 2          | 2          | 0          | 2             | 2             | 0             |               |               |               | gól · gól     |               |               |               |               |               |               |               |               |               |               |               |               |               |               |               |               |               |               |               |               |               |               |               |               |               |               |               |               |               | 0           | 0           | 0           |               |                 |             |             |             |             |             |             |             |
| Bamgboye    | 1          | 0          | 0          | 1             | 0             | 0             | Gól           |               |               |               |               |               |               |               |               |               |               |               |               |               |               |               |               |               |               |               |               |               |               |               |               |               |               |               |               |               |               |               |               | 0           | 0           | 0           |               |                 |             |             |             |             |             |             |             |
| Jagodics    | 1          | 0          | 0          | 1             | 0             | 0             |               | Gól           |               |               |               |               |               |               |               |               |               |               |               |               |               |               |               |               |               |               |               |               |               |               |               |               |               |               |               |               |               |               |               | 0           | 0           | 0           |               |                 |             |             |             |             |             |             |             |
| Rabušic     | 1          | 0          | 0          | 1             | 0             | 0             |               | Gól           |               |               |               |               |               |               |               |               |               |               |               |               |               |               |               |               |               |               |               |               |               |               |               |               |               |               |               |               |               |               |               | 0           | 0           | 0           |               |                 |             |             |             |             |             |             |             |
| öngól       | 2          | 0          | 0          | 0             | 0             | 0             |               |               |               |               |               |               |               |               |               |               |               |               |               |               |               |               |               |               |               |               |               |               |               |               |               |               |               |               |               |               |               |               |               | 2           | 0           | 0           | öngól · öngól |                 |             |             |             |             |             |             |             |
| Összesen    | 16         | 3          | 0          | 11            | 2             | 0             | 2             | 2             | 1             | 2             | 0             | 1             | 1             | 1             | 1             | 0             | 0             | 0             |               |               |               |               |               |               |               |               |               |               |               |               |               |               |               |               |               |               |               |               |               | 5           | 1           | 0           | 2             | 3               |             |             |             |             |             |             |             |

Jelmagyarázat: Gólok:  gól;  büntetőgól;  öngól, azaz amikor öngólt szerez a játékos az ellenfél csapatának (ez nem számít bele a játékos összes rúgott gólok teljesítményébe);
Helyszín: o = otthon (hazai pályán); i = idegenben;
OTP Bank Liga: szürke színű vastag vonallal jelezzük a bajnoki körök fordulóját (11., 22. és 33. forduló); vörös színű vonallal jelezzük az őszi és a tavaszi szezon váltását;
Magyar kupa: 8d1 = nyolcaddöntő, 1. mérkőzés; 8dv = nyolcaddöntő, visszavágó; 4d1 = negyeddöntő, 1. mérk.; 4dv = negyeddöntő, visszavágó; ed1 = elődöntő, 1. mérk.; edv = elődöntő, visszavágó;

### Mikor született gól a mérkőzéseken
Dőlttel a jelenleg még le nem zárult kiírás(oka)t jelöltük.
| Haladás       | I. félidő  | I. félidő   | I. félidő   | I. félidő | I. félidő | II. félidő  | II. félidő  | II. félidő  | II. félidő | II. félidő | Összesen |
| Haladás       | 1–15. perc | 16–30. perc | 31–45. perc | 45+ perc  | Összesen  | 46–60. perc | 61–75. perc | 76–90. perc | 90+ perc   | Összesen   | Összesen |
| ------------- | ---------- | ----------- | ----------- | --------- | --------- | ----------- | ----------- | ----------- | ---------- | ---------- | -------- |
| OTP Bank Liga | 0          | 01          | 01          | 0         | 02        | 02          | 03          | 02          | 01         | 08         | 10       |
| Magyar kupa   | 0          | 01          | 01          | 0         | 02        | 0           | 0           | 02          | 01         | 03         | 05       |
| Összesen      | 0          | 02          | 02          | 0         | 04        | 02          | 03          | 04          | 02         | 11         | 15       |

| Ellenfelek    | I. félidő  | I. félidő   | I. félidő   | I. félidő | I. félidő | II. félidő  | II. félidő  | II. félidő  | II. félidő | II. félidő | Összesen |
| Ellenfelek    | 1–15. perc | 16–30. perc | 31–45. perc | 45+ perc  | Összesen  | 46–60. perc | 61–75. perc | 76–90. perc | 90+ perc   | Összesen   | Összesen |
| ------------- | ---------- | ----------- | ----------- | --------- | --------- | ----------- | ----------- | ----------- | ---------- | ---------- | -------- |
| OTP Bank Liga | 01         | 05          | 03          | 0         | 09        | 02          | 03          | 02          | 01         | 08         | 17       |
| Magyar kupa   | 0          | 0           | 0           | 0         | 0         | 0           | 0           | 01          | 0          | 01         | 01       |
| Összesen      | 01         | 05          | 03          | 0         | 09        | 02          | 03          | 03          | 01         | 09         | 18       |

### Sárga/piros lapok és eltiltások a szezonban
Csak azokat a játékosokat tüntettük fel a táblázatban, akik a szezon során legalább egy figyelmeztetést kaptak.
Egy-egy mérkőzést részletesen is megnézhet, ha a forduló sorszámára kattint.
| Játékos      | Összes figyelmeztetés | Összes figyelmeztetés | Összes figyelmeztetés | Összes figyelmeztetés | Összes figyelmeztetés | OTP Bank Liga    | OTP Bank Liga    | OTP Bank Liga    | OTP Bank Liga    | OTP Bank Liga    | OTP Bank Liga | OTP Bank Liga | OTP Bank Liga | OTP Bank Liga | OTP Bank Liga | OTP Bank Liga | OTP Bank Liga | OTP Bank Liga | OTP Bank Liga | OTP Bank Liga | OTP Bank Liga | OTP Bank Liga | OTP Bank Liga | OTP Bank Liga | OTP Bank Liga | OTP Bank Liga | OTP Bank Liga | OTP Bank Liga | OTP Bank Liga | OTP Bank Liga | OTP Bank Liga | OTP Bank Liga | OTP Bank Liga | OTP Bank Liga | OTP Bank Liga | OTP Bank Liga | OTP Bank Liga | OTP Bank Liga | OTP Bank Liga | OTP Bank Liga | OTP Bank Liga | OTP Bank Liga | OTP Bank Liga | Magyar kupa      | Magyar kupa      | Magyar kupa      | Magyar kupa      | Magyar kupa      | Magyar kupa | Magyar kupa | Magyar kupa | Magyar kupa | Magyar kupa | Magyar kupa | Magyar kupa | Magyar kupa | Magyar kupa |
| Játékos      | Összes figyelmeztetés | Összes figyelmeztetés | Összes figyelmeztetés | Összes figyelmeztetés | Összes figyelmeztetés | Figyelmeztetések | Figyelmeztetések | Figyelmeztetések | Figyelmeztetések | Figyelmeztetések | 1             | 2             | 3             | 4             | 5             | 6             | 7             | 8             | 9             | 10            | 11            | 12            | 13            | 14            | 15            | 16            | 17            | 18            | 19            | 20            | 21            | 22            | 23            | 24            | 25            | 26            | 27            | 28            | 29            | 30            | 31            | 32            | 33            | Figyelmeztetések | Figyelmeztetések | Figyelmeztetések | Figyelmeztetések | Figyelmeztetések | 6           | 7           | 8           | 8d1         | 8dv         | 4d1         | 4dv         | ed1         | edv         |
| Játékos      | Σ                     |                       |                       |                       | KM                    | Σ                |                  |                  |                  | KM               | i             | o             | i             | o             | i             | o             | i             | i             | o             | i             | o             | o             | i             | o             | i             | o             | i             | o             | o             | i             | o             | i             | i             | o             | i             | o             | i             | o             | i             | i             | o             | i             | o             | Σ                |                  |                  |                  | KM               | i           | i           | i           |             |             |             |             |             |             |
| ------------ | --------------------- | --------------------- | --------------------- | --------------------- | --------------------- | ---------------- | ---------------- | ---------------- | ---------------- | ---------------- | ------------- | ------------- | ------------- | ------------- | ------------- | ------------- | ------------- | ------------- | ------------- | ------------- | ------------- | ------------- | ------------- | ------------- | ------------- | ------------- | ------------- | ------------- | ------------- | ------------- | ------------- | ------------- | ------------- | ------------- | ------------- | ------------- | ------------- | ------------- | ------------- | ------------- | ------------- | ------------- | ------------- | ---------------- | ---------------- | ---------------- | ---------------- | ---------------- | ----------- | ----------- | ----------- | ----------- | ----------- | ----------- | ----------- | ----------- | ----------- |
| Beneš        | 2                     | 2                     | 0                     | 0                     | 0                     | 2                | 2                | 0                | 0                | 0                | Sárga lap     |               | Sárga lap     |               |               |               |               |               |               |               |               |               |               |               |               |               |               |               |               |               |               |               |               |               |               |               |               |               |               |               |               |               |               | 0                | 0                | 0                | 0                | 0                |             |             |             |             |             |             |             |             |             |
| Bošnjak      | 1                     | 1                     | 0                     | 0                     | 0                     | 1                | 1                | 0                | 0                | 0                |               | Sárga lap     |               |               |               |               |               |               |               |               |               |               |               |               |               |               |               |               |               |               |               |               |               |               |               |               |               |               |               |               |               |               |               | 0                | 0                | 0                | 0                | 0                |             |             |             |             |             |             |             |             |             |
| Dausvili     | 1                     | 1                     | 0                     | 0                     | 0                     | 0                | 0                | 0                | 0                | 0                |               |               |               |               |               |               |               |               |               |               |               |               |               |               |               |               |               |               |               |               |               |               |               |               |               |               |               |               |               |               |               |               |               | 1                | 1                | 0                | 0                | 0                |             | Sárga lap   |             |             |             |             |             |             |             |
| Gaál         | 2                     | 2                     | 0                     | 0                     | 0                     | 2                | 2                | 0                | 0                | 0                |               |               | Sárga lap     |               |               |               |               | Sárga lap     |               |               |               |               |               |               |               |               |               |               |               |               |               |               |               |               |               |               |               |               |               |               |               |               |               | 0                | 0                | 0                | 0                | 0                |             |             |             |             |             |             |             |             |             |
| M. Grumics   | 1                     | 0                     | 0                     | 1                     | 1                     | 1                | 0                | 0                | 1                | 1                |               |               |               |               | kiállítva     | X             |               |               |               |               |               |               |               |               |               |               |               |               |               |               |               |               |               |               |               |               |               |               |               |               |               |               |               | 0                | 0                | 0                | 0                | 0                |             |             |             |             |             |             |             |             |             |
| Habovda      | 2                     | 2                     | 0                     | 0                     | 0                     | 2                | 2                | 0                | 0                | 0                |               |               | Sárga lap     |               |               | Sárga lap     |               |               |               |               |               |               |               |               |               |               |               |               |               |               |               |               |               |               |               |               |               |               |               |               |               |               |               | 0                | 0                | 0                | 0                | 0                |             |             |             |             |             |             |             |             |             |
| Jagodics M.  | 4                     | 3                     | 0                     | 1                     | 1                     | 4                | 3                | 0                | 1                | 1                | Sárga lap     | Sárga lap     | kiállítva     | X             |               |               | Sárga lap     |               |               |               |               |               |               |               |               |               |               |               |               |               |               |               |               |               |               |               |               |               |               |               |               |               |               | 0                | 0                | 0                | 0                | 0                |             |             |             |             |             |             |             |             |             |
| Jancsó       | 1                     | 1                     | 0                     | 0                     | 0                     | 1                | 1                | 0                | 0                | 0                |               |               |               | X             |               |               |               | Sárga lap     |               |               |               |               |               |               |               |               |               |               |               |               |               |               |               |               |               |               |               |               |               |               |               |               |               | 0                | 0                | 0                | 0                | 0                |             |             |             |             |             |             |             |             |             |
| Király       | 2                     | 2                     | 0                     | 0                     | 0                     | 2                | 2                | 0                | 0                | 0                |               |               |               | X             | Sárga lap     |               | Sárga lap     |               |               |               |               |               |               |               |               |               |               |               |               |               |               |               |               |               |               |               |               |               |               |               |               |               |               | 0                | 0                | 0                | 0                | 0                |             |             |             |             |             |             |             |             |             |
| Kolčák       | 1                     | 1                     | 0                     | 0                     | 0                     | 1                | 1                | 0                | 0                | 0                |               |               |               | X             |               |               |               | Sárga lap     |               |               |               |               |               |               |               |               |               |               |               |               |               |               |               |               |               |               |               |               |               |               |               |               |               | 0                | 0                | 0                | 0                | 0                |             |             |             |             |             |             |             |             |             |
| Németh Milán | 3                     | 3                     | 0                     | 0                     | 4                     | 2                | 2                | 0                | 0                | 0                |               |               |               |               |               | Sárga lap     | Sárga lap     |               |               |               |               |               |               |               |               |               |               |               |               |               |               |               |               |               |               |               |               |               |               |               |               |               |               | 1                | 1                | 0                | 0                | 0                | Sárga lap   |             |             |             |             |             |             |             |             |
| Petró        | 2                     | 2                     | 0                     | 0                     | 0                     | 1                | 1                | 0                | 0                | 0                | Sárga lap     |               |               |               |               |               |               |               |               |               |               |               |               |               |               |               |               |               |               |               |               |               |               |               |               |               |               |               |               |               |               |               |               | 1                | 1                | 0                | 0                | 0                |             | Sárga lap   |             |             |             |             |             |             |             |
| Priskin      | 1                     | 0                     | 0                     | 1                     | 4                     | 1                | 0                | 0                | 1                | 4                | kiállítva     | X             | X             | X             | X             |               |               |               |               |               |               |               |               |               |               |               |               |               |               |               |               |               |               |               |               |               |               |               |               |               |               |               |               | 0                | 0                | 0                | 0                | 0                |             |             |             |             |             |             |             |             |             |
| Tamás L.     | 1                     | 1                     | 0                     | 0                     | 4                     | 1                | 1                | 0                | 0                | 0                |               |               |               |               |               | Sárga lap     |               |               |               |               |               |               |               |               |               |               |               |               |               |               |               |               |               |               |               |               |               |               |               |               |               |               |               | 0                | 0                | 0                | 0                | 0                |             |             |             |             |             |             |             |             |             |
| Összesen     | 24                    | 21                    | 0                     | 3                     | 6                     | 21               | 18               | 0                | 3                | 6                | 4             | 2             | 4             | 0             | 2             | 3             | 3             | 3             |               |               |               |               |               |               |               |               |               |               |               |               |               |               |               |               |               |               |               |               |               |               |               |               |               | 3                | 3                | 0                | 0                | 0                | 1           | 2           |             |             |             |             |             |             |             |

Jelmagyarázat: Σ = összes sárga ill. piros lap;  = sárga lapos figyelmeztetés;  = egy mérkőzésen 2 sárga lap utáni azonnali kiállítás;  = piros lapos figyelmeztetés, azonnali kiállítás;
Eltiltás: X = eltiltás miatt kihagyott mérkőzés; KM = eltiltás miatt kihagyott mérkőzések száma;
Helyszín: o = otthon (hazai pályán); i = idegenben;
OTP Bank Liga: szürke színű vastag vonallal jelezzük a bajnoki körök fordulóját (11., 22. és 33. forduló); vörös színű vonallal jelezzük az őszi és a tavaszi szezon váltását;
Magyar Kupa: 8d1 = nyolcaddöntő, 1. mérkőzés; 8dv = nyolcaddöntő, visszavágó; 4d1 = negyeddöntő, 1. mérkőzés; 4dv = negyeddöntő, visszavágó; ed1 = elődöntő, 1. mérkőzés; edv = elődöntő, visszavágó;
A sárga lapos figyelmeztetések következménye: a labdarúgó az adott bajnokság 5. sárga lapos figyelmeztetését követően a soron következő egy bajnoki mérkőzésen nem rendelkezik játékjogosultsággal.

### Játékvezetők
A táblázat azon játékvezetőket és az általuk a Swietelsky Haladás játékosainak kiosztott figyelmeztetéseket mutatják, akik legalább egy mérkőzést vezettek a csapatnak.
A táblázat nem tartalmazza a felkészülési- és nemzetközi kupamérkőzéseket.
A mérkőzéseknél zárójelben a bajnoki-, illetve a kupaforduló sorszámát tüntettük fel.
Egy-egy mérkőzést részletesen is megnézhet, ha a forduló sorszámára kattint.
| Játékvezető       | Összes | Összes | Összes | Összes | Összes | OTP Bank Liga | OTP Bank Liga | OTP Bank Liga | OTP Bank Liga | OTP Bank Liga | OTP Bank Liga | OTP Bank Liga | OTP Bank Liga | OTP Bank Liga | OTP Bank Liga | OTP Bank Liga | OTP Bank Liga | OTP Bank Liga | OTP Bank Liga | OTP Bank Liga | OTP Bank Liga | OTP Bank Liga | OTP Bank Liga | OTP Bank Liga | OTP Bank Liga | OTP Bank Liga | OTP Bank Liga | OTP Bank Liga | OTP Bank Liga | OTP Bank Liga | OTP Bank Liga | OTP Bank Liga | OTP Bank Liga | OTP Bank Liga | OTP Bank Liga | OTP Bank Liga | OTP Bank Liga | OTP Bank Liga | OTP Bank Liga | OTP Bank Liga | OTP Bank Liga | OTP Bank Liga | OTP Bank Liga | Magyar kupa | Magyar kupa | Magyar kupa | Magyar kupa | Magyar kupa | Magyar kupa | Magyar kupa | Magyar kupa | Magyar kupa | Magyar kupa | Magyar kupa | Magyar kupa | Magyar kupa | Magyar kupa | Mérkőzések              |
| Játékvezető       | M      | Lapok  | Lapok  | Lapok  | Lapok  | M             | Lapok         | Lapok         | Lapok         | Lapok         | 1             | 2             | 3             | 4             | 5             | 6             | 7             | 8             | 9             | 10            | 11            | 12            | 13            | 14            | 15            | 16            | 17            | 18            | 19            | 20            | 21            | 22            | 23            | 24            | 25            | 26            | 27            | 28            | 29            | 30            | 31            | 32            | 33            | M           | Lapok       | Lapok       | Lapok       | Lapok       | 6           | 7           | 8           | 8d1         | 8dv         | 4d1         | 4dv         | ed1         | edv         | Mérkőzések              |
| Játékvezető       | M      | Σ      |        |        |        | M             | Σ             |               |               |               | i             | o             | i             | o             | i             | o             | i             | i             | o             | i             | o             | o             | i             | o             | i             | o             | i             | o             | o             | i             | o             | i             | i             | o             | i             | o             | i             | o             | i             | i             | o             | i             | o             | M           | Σ           |             |             |             | i           | i           | i           |             |             |             |             |             |             | Mérkőzések              |
| ----------------- | ------ | ------ | ------ | ------ | ------ | ------------- | ------------- | ------------- | ------------- | ------------- | ------------- | ------------- | ------------- | ------------- | ------------- | ------------- | ------------- | ------------- | ------------- | ------------- | ------------- | ------------- | ------------- | ------------- | ------------- | ------------- | ------------- | ------------- | ------------- | ------------- | ------------- | ------------- | ------------- | ------------- | ------------- | ------------- | ------------- | ------------- | ------------- | ------------- | ------------- | ------------- | ------------- | ----------- | ----------- | ----------- | ----------- | ----------- | ----------- | ----------- | ----------- | ----------- | ----------- | ----------- | ----------- | ----------- | ----------- | ----------------------- |
| Erdős József      | 2      | 5      | 5      | 0      | 0      | 2             | 5             | 5             | 0             | 0             |               | 2             |               |               |               |               | 3             |               |               |               |               |               |               |               |               |               |               |               |               |               |               |               |               |               |               |               |               |               |               |               |               |               |               | 0           | 0           | 0           | 0           | 0           |             |             |             |             |             |             |             |             |             | ÚJP (2.–o); DEB (7.–i); |
| Andó-Szabó Sándor | 1      | 2      | 1      | 0      | 1      | 1             | 2             | 1             | 0             | 1             |               |               |               |               | 1 1           |               |               |               |               |               |               |               |               |               |               |               |               |               |               |               |               |               |               |               |               |               |               |               |               |               |               |               |               | 0           | 0           | 0           | 0           | 0           |             |             |             |             |             |             |             |             |             | HON (1.–i);             |
| Berke Balázs      | 1      | 4      | 3      | 0      | 1      | 1             | 4             | 3             | 0             | 1             | 3 1           |               |               |               |               |               |               |               |               |               |               |               |               |               |               |               |               |               |               |               |               |               |               |               |               |               |               |               |               |               |               |               |               | 0           | 0           | 0           | 0           | 0           |             |             |             |             |             |             |             |             |             | DIÓ (5.–i);             |
| Karakó Ferenc     | 1      | 3      | 3      | 0      | 0      | 1             | 3             | 3             | 0             | 0             |               |               |               |               |               | 3             |               |               |               |               |               |               |               |               |               |               |               |               |               |               |               |               |               |               |               |               |               |               |               |               |               |               |               | 0           | 0           | 0           | 0           | 0           |             |             |             |             |             |             |             |             |             | MTK (6.–o);             |
| Nazsa Tamás       | 1      | 2      | 2      | 0      | 0      | 0             | 0             | 0             | 0             | 0             |               |               |               |               |               |               |               |               |               |               |               |               |               |               |               |               |               |               |               |               |               |               |               |               |               |               |               |               |               |               |               |               |               | 1           | 2           | 2           | 0           | 0           |             | 2           |             |             |             |             |             |             |             | Szarvas (MK 7.–i);      |
| Németh Ádám       | 1      | 3      | 3      | 0      | 0      | 1             | 3             | 3             | 0             | 0             |               |               |               |               |               |               |               | 3             |               |               |               |               |               |               |               |               |               |               |               |               |               |               |               |               |               |               |               |               |               |               |               |               |               | 0           | 0           | 0           | 0           | 0           |             |             |             |             |             |             |             |             |             | KIS (8.–i);             |
| Solymosi Péter    | 1      | 0      | 0      | 0      | 0      | 1             | 0             | 0             | 0             | 0             |               |               |               | 0             |               |               |               |               |               |               |               |               |               |               |               |               |               |               |               |               |               |               |               |               |               |               |               |               |               |               |               |               |               | 0           | 0           | 0           | 0           | 0           |             |             |             |             |             |             |             |             |             | PUS (4.–o);             |
| Szilasi Szabolcs  | 1      | 1      | 1      | 0      | 0      | 0             | 0             | 0             | 0             | 0             |               |               |               |               |               |               |               |               |               |               |               |               |               |               |               |               |               |               |               |               |               |               |               |               |               |               |               |               |               |               |               |               |               | 1           | 1           | 1           | 0           | 0           | 1           |             |             |             |             |             |             |             |             | Csepel (MK 6.–i);       |
| Szőts Gergely     | 1      | 4      | 3      | 0      | 1      | 1             | 4             | 3             | 0             | 1             |               |               | 3 1           |               |               |               |               |               |               |               |               |               |               |               |               |               |               |               |               |               |               |               |               |               |               |               |               |               |               |               |               |               |               | 0           | 0           | 0           | 0           | 0           |             |             |             |             |             |             |             |             |             | FTC (3.–i);             |
| Összesen          | 10     | 24     | 21     | 0      | 3      | 8             | 21            | 18            | 0             | 3             | 4             | 2             | 4             | 0             | 2             | 3             | 3             | 3             |               |               |               |               |               |               |               |               |               |               |               |               |               |               |               |               |               |               |               |               |               |               |               |               |               | 2           | 3           | 3           | 0           | 0           | 1           | 2           |             |             |             |             |             |             |             |                         |

Jelmagyarázat: szürke színű vastag vonallal jelezzük a bajnoki körök fordulóját (11., 22. és 33. forduló); vörös színű vonallal jelezzük az őszi és a tavaszi szezon váltását;
Lapok: M = mérkőzés; Σ = összes kioszott sárga ill. piros lap;  = kiosztott sárga lapos figyelmeztetés;  = kiosztott 2 sárga lapos figyelmeztetés utáni azonnali kiállítás;  = kiosztott piros lapos figyelmeztetés, azonnali kiállítás
Helyszín: o = otthon (hazai pályán); i = idegenben;
Magyar Kupa: 8d1 = nyolcaddöntő, 1. mérkőzés; 8dv = nyolcaddöntő, visszavágó; 4d1 = negyeddöntő, 1. mérkőzés; 4dv = negyeddöntő, visszavágó; ed1 = elődöntő, 1. mérkőzés; edv = elődöntő, visszavágó;
DEB = Debrecen; DIÓ = Diósgyőr; FTC = Ferencváros; HAL = Haladás; HON = Budapest Honvéd; KIS = Kisvárda; MEZ = Mezőkövesd; MTK = MTK; PAK = Paks; PUS = Puskás Akadémia; ÚJP = Újpest;

### Kapusteljesítmények
Az alábbi táblázatban a csapat kapusainak teljesítményét tüntettük fel.
A felkészülési mérkőzéseket nem vettük figyelembe.
| Helyezés | Kapus          | Összesen        | Összesen          | Bajnokság       | Bajnokság         | Magyar Kupa     | Magyar Kupa       |
| Helyezés | Kapus          | Összes mérkőzés | Ebből gól nélküli | Összes mérkőzés | Ebből gól nélküli | Összes mérkőzés | Ebből gól nélküli |
| -------- | -------------- | --------------- | ----------------- | --------------- | ----------------- | --------------- | ----------------- |
| 1.       | Király Gábor   | 8               | 0                 | 8               | 0                 | 0               | 0                 |
| 2.       | Gyurján Márton | 2               | 1                 | 0               | 0                 | 2               | 1                 |
|          | Rózsa Dániel   | 0               | 0                 | 0               | 0                 | 0               | 0                 |
| Összesen | Összesen       | 10              | 1                 | 8               | 0                 | 2               | 1                 |

### Bajnoki eredmények összesítése
Az alábbi táblázatban összesítve szerepelnek a Swietelsky Haladás aktuális szezon OTP Bank Ligában elért eredményei.
A százalék számítás a 3 pontos rendszerben történik.

#### Körök szerinti bontásban
| Kör (forduló)            | Otthon | Otthon | Otthon | Otthon | Otthon | Otthon | Otthon | Otthon | Idegenben | Idegenben | Idegenben | Idegenben | Idegenben | Idegenben | Idegenben | Idegenben |
| Kör (forduló)            | M      | GY     | D      | V      | LG–KG  | GK     | P      | %      | M         | GY        | D         | V         | LG–KG     | GK        | P         | %         |
| ------------------------ | ------ | ------ | ------ | ------ | ------ | ------ | ------ | ------ | --------- | --------- | --------- | --------- | --------- | --------- | --------- | --------- |
| Első kör (1–11.)         | 03     | 01     | 01     | 01     | 5–5    | 0      | 4      | 44,4%  | 05        | 0         | 01        | 04        | 5–12      | 0–7       | 1         | 6,7%      |
| Második kör (12–22.)     | 0      | 0      | 0      | 0      |        |        |        |        | 0         | 0         | 0         | 0         |           |           |           |           |
| Harmadik kör (23–33.)    | 0      | 0      | 0      | 0      |        |        |        |        | 0         | 0         | 0         | 0         |           |           |           |           |
| Összesen (1–33. forduló) | 03     | 01     | 01     | 01     | 5–5    | 0      | 4      | 44,4%  | 05        | 0         | 01        | 04        | 5–12      | 0–7       | 1         | 6,7%      |

#### Őszi/tavaszi szezon szerinti bontásban
| Kör (forduló)            | Otthon | Otthon | Otthon | Otthon | Otthon | Otthon | Otthon | Otthon | Idegenben | Idegenben | Idegenben | Idegenben | Idegenben | Idegenben | Idegenben | Idegenben |
| Kör (forduló)            | M      | GY     | D      | V      | LG–KG  | GK     | P      | %      | M         | GY        | D         | V         | LG–KG     | GK        | P         | %         |
| ------------------------ | ------ | ------ | ------ | ------ | ------ | ------ | ------ | ------ | --------- | --------- | --------- | --------- | --------- | --------- | --------- | --------- |
| Őszi szezon (1–19.)      | 03     | 01     | 01     | 01     | 5–5    | 0      | 4      | 44,4%  | 05        | 0         | 01        | 04        | 5–12      | 0–7       | 1         | 6,7%      |
| Tavaszi szezon (20–33.)  | 0      | 0      | 0      | 0      |        |        |        |        | 0         | 0         | 0         | 0         |           |           |           |           |
| Összesen (1–33. forduló) | 03     | 01     | 01     | 01     | 5–5    | 0      | 4      | 44,4%  | 05        | 0         | 01        | 04        | 5–12      | 0–7       | 1         | 6,7%      |

### Mennyit utazott a csapat a szezonban
A táblázat km-ben mutatja, hogy mennyit utazott a Swietelsky Haladás csapata a szezonban (általában busszal).
Egy-egy mérkőzést részletesen is megnézhet az Esemény oszlopban a mérkőzésre kattintva.
      OTP Bank Liga
      Magyar kupa
      Bajnokok ligája
      Európa-liga
| Dátum         | Esemény              | Ellenfél    | Település | Távolság (km) | Úthossz (km) | Összesen         | OTP Bank Liga    | Magyar kupa      |
| Dátum         | Esemény              | Ellenfél    | Település | Távolság (km) | Úthossz (km) | Göngyölítve (km) | Göngyölítve (km) | Göngyölítve (km) |
| ------------- | -------------------- | ----------- | --------- | ------------- | ------------ | ---------------- | ---------------- | ---------------- |
| 2018. 07. 21. | Bajnokság 1. forduló | Honvéd      | Budapest  | 233           | 466          | 466              | 466              |                  |
| 2018. 08. 04. | Bajnokság 3. forduló | Ferencváros | Budapest  | 226           | 452          | 918              | 918              |                  |
| 2018. 08. 18. | Bajnokság 5. forduló | Diósgyőr    | Miskolc   | 436           | 872          | 1.790            | 1.790            |                  |
| 2018. 09. 01. | Bajnokság 7. forduló | Debrecen    | Debrecen  | 478           | 956          | 2.746            | 2.746            |                  |
| 2018. 09. 15. | Bajnokság 8. forduló | Kisvárda    | Kisvárda  | 529           | 1.058        | 3.804            | 3.804            |                  |

## OTP Bank Liga
2018. június 27-én tartották az OTP Bank Liga 2018-2019-es férfi felnőtt nagypályás labdarúgó-bajnokság sorsolását a Magyar Labdarúgó Szövetség székházában. A szezon 2018. július 21-én indul és az új szabályok értelmében 2019. május 19-én zárul. Az NB I-et ezúttal is körmérkőzéses formában, 3×11 bajnoki forduló keretében bonyolítják le. A 23-33. fordulót úgy sorsolták ki, hogy a 2017-2018-as bajnokság 1-6. helyezettjeinek hatszor otthon és ötször idegenben, a bajnokság többi résztvevőjének pedig ötször otthon és hatszor idegenben kell játszaniuk.
      Győzelem
      Döntetlen
      Vereség

### Első kör
Supka Attila csapata már túl van két tétmérkőzésen, kedden, hazai pályán, hátrányból indulva 4–0-ra legyőzte a macedón Rabotnicskit, s ezzel továbbjutott az Európa Ligában. Jövő héten a luxemburgi Progrès Niederkorn ellen játszik. Kérdéses, hogy Supka Attila a nagyjából két hét alatt lejátszandó öt mérkőzés közepette milyen összeállítást választ a bajnoki nyitányra, az mindenesetre tény, hogy az Eppel, Lanzafame kettőst elveszítő gárda eddig nem áll hadilábon a gólszerzéssel. A Haladásnak nem sikerültek jól a felkészülési mérkőzései, vélhetjük, hogy Michal Hipp a csapatépítést tartotta fontosnak. A két együttes legutóbbi öt egymás elleni mérkőzését a kispestiek nyerték, négyszer egy, egyszer két góllal. Utóbbi egy 2–0-s Honvéd-siker volt, az előző idény, a 2017–2018-as első fordulójában.
| 1. forduló 2018. július 21., szombat 20:15 |

| Honvéd                                                        | 3 – 2               | Swietelsky Haladás                                                                   |
| ------------------------------------------------------------- | ------------------- | ------------------------------------------------------------------------------------ |
| Danilo (1–0) 42' Kamber (2–1) 67' Lukács (3–1) 76' Škvorc 14' | (1 – 1) Jegyzőkönyv | 50' (1–1) Priskin 80' (3–2) Bamgboye 16' Jagodics M. 53' Beneš 74' Petró 81′ Priskin |

| Bozsik József Stadion, Budapest Nézőszám: 1.670 Játékvezető: Berke Balázs (magyar) Asszisztensek: Szert Balázs és Lémon Oszkár |

- Haladás: Király — Schimmer, Kolčák, Beneš, Bošnjak (Habovda  41') — M. Grumics, Jagodics M. — K. Mészáros, Petró (Németh Márió  78'), Lyng (Bamgboye  71') — Priskin • Fel nem használt cserék: Gyurján (kapus), Tamás L., Rácz B., Halmosi • Vezetőedző: Michal Hipp
- Honvéd: Gróf — Batik, Kamber, Škvorc — Heffler, Uzoma — Vadócz, Gazdag (Pölöskei  85'), Nagy G. — Danilo (Cipf  90+1'), Holender (Lukács  63') • Fel nem használt cserék: Horváth (kapus), Májer, Lovrić, Kukoč • Vezetőedző: Supka Attila

Szakadó esőben kezdődött, 15 perccel később viszont már csak szemerkélőben folytatódott a találkozó, amelyen sokáig a Honvéd irányított, de mezőnyfölényét a 42. percig nem tudta gólhelyzetre váltani, akkor Gazdag Dániel jó ütemben ugratta ki Danilót, aki két szombathelyi védő között lépett ki, majd a kiszolgáltatott Király Gábor mellett a kapu rövid oldalába helyezett; (1–0). A Haladás először a szünet után villant, ám az mindjárt egyenlítést is ért: az 50. percben Karol Mészáros ziccerrel egyenértékű helyzetét Gróf még szögletre mentette, a sarokrúgásból beívelt labdát azonban Priskin Tamás már a kapu jobb oldalába fejelte; (1–1). A második félidőben is a Honvéd irányított, a 67. percben pedig ismét megszerezte a vezetést: ehhez azonban kellett egy szabadrúgásból kapu elé ívelt labda, és Đorđe Kamber, aki éles szögből külsővel lőtt a meglepett Király mellett a kapuba; (2–1). Tíz perc sem telt el, a 76. percben Lukács Dániel került helyzetbe, és higgadtan értékesítette a lehetőséget; (3–1). A 80. percben a nigériai Bamgboye az elmélázó kispesti védők között remek fejessel szépített; (3–2). Egy perccel később azonban létszámhátrányba került a vendégcsapat, mert Priskin könyökkel eltalálta Batik Bencét. A hajrában beszorult a házigazda fővárosi együttes, de a Haladás nem tudott egyenlíteni. A kispestiek sorozatban hetedik meccsükön maradtak veretlenek a szombathelyiekkel szemben, akik a legutóbbi hat összecsapást elveszítették.
| Csapat  | Labdabirtoklás | Lövés | Kaput találtlövés | Ebből gól | Szöglet | Szabálytalanság | Sárga lap | Piros lap | Passz | Sikeres passz | Párharc | Megnyert párharc |
| ------- | -------------- | ----- | ----------------- | --------- | ------- | --------------- | --------- | --------- | ----- | ------------- | ------- | ---------------- |
| Honvéd  | 1455 mp (57%)  | 18    | 9 (50%)           | 3 (33%)   | 6       | 10              | 1         | 0         | 407   | 318 (78%)     | 141     | 76 (54%)         |
| Haladás | 1106 mp (43%)  | 11    | 4 (36%)           | 2 (50%)   | 9       | 18              | 3         | 1         | 300   | 220 (73%)     | 141     | 65 (46%)         |

- A kispestiek az előző idényt is a szombathelyiek ellen kezdték, szintén a Bozsik József Stadionban. Akkor is nyertek. A legutóbbi négy hazai bajnokijukat kivétel nélkül megnyerték a Haladás ellen.
- A brazil Danilo az előző szezonban 25 bajnokin hat gólt szerzett. A Rabotnicski elleni Európa-liga-mérkőzésen és a Haladás elleni bajnokin összesen hármat.
- Đorđe Kamber a tizedik magyarországi idényében szerzett gólt. 2014–2015-ben nem talált a kapuba.
- Lukács Dániel az első gólját szerezte az OTP Bank Ligában.
- Vadócz Krisztián 2005. augusztus 21. után, közel tizenhárom év elteltével játszott ismét a magyar élvonalban.
- A Haladás színeiben az első tétmérkőzését játszó Priskin Tamás gólt szerzett majd aztán a 81. percben ütésért piros lapot kapott.
- A nigériai Funsho Bamgboye a harmadik idényben összesen a hatodik bajnokiját játszotta a Haladásban, még soha nem töltött a pályán bő félóránál többet. Ez volt az első gólja.[5]

Mind a két csapat vereséggel kezdte a bajnoki szezont, a Haladás Kispesten kapott ki, az Újpest pedig a Megyeri úton, az újonc MTK-tól szenvedett vereséget. A lila-fehérek nincsenek könnyű helyzetben, a mérkőzés előtt nem is egészen 70 órával még a Sevilla ellen játszottak kupamérkőzést Spanyolországban, majd hazatértek, s nem sokkal később utazniuk kell Szombathelyre, azzal a tudattal, hogy még jövő héten is két mérkőzést kell játszaniuk. Nebojsa Vignjevics együttese az előző szezonban szoros mérkőzéseket vívott a Haladással, a háromból egyiken sem esett kettőnél több gól. Szombathelyen, májusban 1–1-re végzett. A Haladás, az új stadion átadása óta, pályaválasztóként még nem szenvedett vereséget.
A csütörtökön Sevillában Európa-liga mérkőzésen 4–0-s vereséget szenvedett Újpest mestere, Nebojsa Vignjevics az előző fordulóban piros lapot kapott Branko Pauljevicset, valamint Balázs Benjámint kénytelen nélkülözni. Szintén nincs a keretben a térdműtétjéből lábadozó Simon Krisztián. A szerb ezúttal szakember több kulcsjátékosát, így a kapus Filip Pajovicsot, a védő Litauszki Róbertet, és a gólfelelős Novothny Somát ezúttal csak a kispadra ültette le. Michal Hipp, a Haladás cseh vezetőedzője a bokaszalag-húzódással bajlódó Kovács Lórántra, valamint a múlt héten kiállított és négy mérkőzésre eltiltott Priskin Tamásra nem számíthat. Eddig 122 élvonalbeli mérkőzést vívott egymással a két együttes: 19 szombathelyi győzelem mellett 31 döntetlen és 72 újpesti siker született.
| 2. forduló 2018. július 29., vasárnap 18:00 |

| Swietelsky Haladás                                                  | 2 – 2               | Újpest                                                 |
| ------------------------------------------------------------------- | ------------------- | ------------------------------------------------------ |
| Rabušic (1–1) 23' Jagodics M. (2–2) 61' Bošnjak 73' Jagodics M. 87' | (1 – 2) Jegyzőkönyv | 19' (0–1) Nagy D. 41' (1–2) Horj 28' Horj 87' Novothny |

| Haladás Sportkomplexum, Szombathely Nézőszám: 4.965 Játékvezető: Erdős József (magyar) Asszisztensek: Szécsényi István és Vígh-Tarsonyi Gergő |

- Haladás: Király — Schimmer, Kolčák, Beneš, Bošnjak — Jagodics M. — K. Mészáros, Gaál (Bamgboye  77'), Rácz B., Lyng (Halmosi  szünetben) — Rabušic (Grumics  65') • Fel nem használt cserék: Gyurján (kapus), Tamás L., Németh Márió, Habovda • Vezetőedző: Michal Hipp
- Újpest: Gundel-Takács — Szűcs, Bojovics, Cseke, Burekovics — Horj, Szankovics — Nwobodo, Zsótér (Diallo  69'), Nagy D. (Angelov  89') — Tischler (Novothny  58') • Fel nem használt cserék: Pajovics (kapus), Litauszki • Vezetőedző: Nebojsa Vignjevics

Az első tíz perc kiegyenlített játékot hozott, valamivel a szombathelyiek kezdeményeztek többet. Bő negyedóra elteltével Mészáros szögletét Benes centikkel fejelte a felső léc fölé, majd a vendégek első valamirevaló helyzetüket gólra váltották: a 19. percben Szűcs előreívelt labdáját Kolčák elvétette, Nagy Dániel pedig 12 méterről, jobbról a jobb sarokba emelt; (0–1). Nem sokáig tartott a vendégek öröme, mert négy perc múltán egyenlítettek a hazaiak: a 23. percben egy jobbról fel-ívelt labdát Beneš balról visszafejelt, Bojovics a labda mellé rúgott, Rabušic pedig négy méterről, előrevetődve a kapu közepébe bólintott; (1–1). Aztán Nagy Dániel kis híján duplázott, de ziccerben leadott lövését Király bravúrral, lábbal hárította. Talán a hőség miatt, de meglehetősen közepes iramú játékot láthattak a remek hangulatot teremtő szurkolók. A félidő vége előtt váratlanul, egy szöglet után a tétovázó vasi védők mellett ismét a vendégek jutottak előnyhöz: a 41. percben Zsótér jobb oldali szöglete után az ide-oda pattogó labdát Răzvan Horj két méterről a léc alá vágta; (1–2). Szünet után a keveset mutató Lyng helyett Halmosit küldte pályára Michal Hipp. A tiszta lilában futballozó vendégek visszahúzódtak saját térfelükre, a vasiak irányították a játékot, s egy kapu előtti kavarodás után egalizáltak: a 61. percben egy előreívelést a bal oldalról Beneš középre fejelt, Halmosi középen megcsúsztatott, Rabušic középen lyukat rúgott, a labda Jagodics Márk elé került, aki öt méterről a bal sarokba lőtt; (2–2). Megélénkült a meccs, a szombathelyiek mentek előre a győztes gólért. Egy kontra után viszont Diallo lövését Kolčák óriási bravúrral, a gólvonal elől kanalazta ki. A másik oldalon Bamgboye közeli lövését tolta szögletre Gundel-Takács. A hajrát nagyon megnyomták a vasiak, de újabb gól már nem esett. A hazaiak közelebb álltak a győzelemhez.
| Csapat  | Labdabirtoklás | Lövés | Kaput találtlövés | Ebből gól | Szöglet | Szabálytalanság | Sárga lap | Piros lap | Passz | Sikeres passz | Párharc | Megnyert párharc |
| ------- | -------------- | ----- | ----------------- | --------- | ------- | --------------- | --------- | --------- | ----- | ------------- | ------- | ---------------- |
| Haladás | 1243 mp (39%)  | 12    | 5 (42%)           | 2 (40%)   | 6       | 13              | 2         | 0         | 380   | 297 (78%)     | 156     | 78 (50%)         |
| Újpest  | 1957 mp (61%)  | 9     | 6 (67%)           | 2 (33%)   | 4       | 12              | 2         | 0         | 564   | 478 (85%)     | 156     | 78 (50%)         |

- A Haladás továbbra is veretlen a tavaly novemberben átadott új stadionjában, a Haladás Sportkomplexumban. Egyébként az Újpest az első csapat, amely másodszor szerepel ebben az arénában, tavasszal 1–1-es döntetlent ért el a fővárosi gárda.
- A szombathelyiek az új arénában mindössze másodszor kaptak két gólt, az első alkalmat a Puskás Akadémia elleni, májusi 3–2 jelentette.
- Az Újpest a legutóbbi öt, a Haladás elleni idegenbeli (soproni vagy szombathelyi) bajnoki mérkőzéséből csak egyet tudott megnyerni.
- Az előző, a 2017–2018-as idényben a két csapat három egymás elleni mérkőzésén összesen esett annyi gól, mint most ezen.
- Az Újpest veretlen legutóbbi 5 idegenbeli bajnoki mérkőzésén, igaz, csak egyet nyert meg ezek közül. 2016 óta először hoz össze ötös idegenbeli veretlenségi szériát az NB I-ben.
- 2018-ban csak egy olyan idegenbeli bajnokija volt az Újpestnek, melyen egynél több gólt szerzett: Debrecenben győzött 2–1-re.
- A cseh Michael Rabušic a második gólját érte el az OTP Bank Ligában, tavasszal a DVSC ellen volt eredményes.
- Jagodics Márk éppen a századik élvonalbeli mérkőzésén játszva szerzett gólt, az ötödiket az NB I-ben.
- A román Răzvan Horj góllal mutatkozott be az OTP Bank Ligában.
- Nagy Dánielnek az év ezen periódusa a legkedvesebb a góllövésre. Eddigi hat élvonalbeli találatából négyet júliusban, egyet augusztus elején szerzett, s egyet márciusban.[7]

Thomas Doll csapata a mezőny egyik százszázalékos együttese, előbb a Diósgyőrt otthon, majd az MTK idegenben verte meg, egyaránt 4–1-es győzelmet aratva. A hazai mérlege kitűnő, tavaly augusztus 12., a Paks elleni döntetlen óta tizenöt bajnoki mérkőzéséből csupán kettőt nem nyert meg. Tavasszal a Haladást csak szoros mérkőzésen, 2–1-re győzte le. A szombathelyiek Kispesten vereséggel kezdtek, majd az Újpest ellen otthon döntetlent játszottak, így egy szerzett ponttal állnak. Vendégként a Haladás a legutóbbi négy bajnokiját elveszítette, hármat ezek közül a fővárosban.
| 3. forduló 2018. augusztus 4., szombat 20:15 |

| Ferencváros                                                                                      | 3 – 1               | Swietelsky Haladás                                        |
| ------------------------------------------------------------------------------------------------ | ------------------- | --------------------------------------------------------- |
| Varga R. (1–0) 23' Lanzafame (2–1) 53' Lanzafame (3–1) 63' (11-esből) Szpirovszki 74' Blažič 78' | (1 – 0) Jegyzőkönyv | 50' (1–1) Gaál 6' Habovda 62' Beneš 74' Gaál 86′ Jagodics |

| Groupama Aréna, Budapest Nézőszám: 7.504 Játékvezető: Szőts Gergely (magyar) Asszisztensek: Márkus Tamás és Bornemissza Gergely |

- Haladás: Király — Habovda, Kolčák, Beneš, Bošnjak — Jagodics M., M. Grumics (Németh Milán  84') — K. Mészáros, Rácz B. (Halmosi  68'), Gaál — Rabušic (Bamgboye  64') • Fel nem használt cserék: Rózsa (kapus), Tamás L., Schimmer, Németh Márió • Vezetőedző: Michal Hipp
- Ferencváros: Dibusz — Lovrencsics G., Botka, Blažič, Heister — Leandro (Csernik  87'), Szpirovszki — Varga R. (Böde  68'), Petrjak, Bőle (Finnbogason  81') — Lanzafame • Fel nem használt cserék: Holczer (kapus), Takács Zs., Rodríguez, • Vezetőedző: Thomas Doll

Az első félidő egyetlen veszélyes gólhelyzetéből vezetést szerzett a Ferencváros: a 23. percben Bőle remek passzát Varga Roland az ötös jobb sarka elől jobbal felvarrta a léc alá, a kapu rövid felső sarkába; (1–0). A félidő fennmaradó idejében a két tizenhatos között folyt a játék közepes tempóban. A középpályán mindkét csapatnak többször sikerült átvinnie az akcióit, de a létszámfölényben lévő védelmek már megálljt parancsoltak a támadásoknak. A második félidő elején egyenlített a Haladás: a 49. percben Karol Mészáros is szépen megy el, ő a jobbon, egy csel után jobbal visszagurít Gaál Bálintnak, aki jobbal az ötös jobb sarka elől a kapu jobb alsó sarkába lő; (1–1). Az egyenlítő találat pár percre megzavarta a hazaiakat, Lovrencsics Gergő harcossága és Varga önzetlensége azonban újabb ferencvárosi gólt eredményezett, az előző szezon gólkirálya, a nyáron a Budapest Honvédtól szerződtetett Lanzafame pedig ötödik tétmérkőzésén megszerezte első találatát új csapatában: az 53. percben Lovrencsics labdát szerez a 16-os előtt, indítja Vargát, aki a 16-oson belülről visszagurít Davide Lanzafame elé, az olasz meg jobbal 11 méterről, félmagasan a kapu jobb sarkába emel; (2–1). Tíz perccel később aztán a másodikat is belőtte: a 63. percben Davide Lanzafame jobbal a jobb alsó sarokba lő, Király balra vetődött el; (3–1). A hátralévő időben a Ferencváros kézben tartotta az irányítást, a Haladás viszont nem tudott megújulni, így kétgólos vereséggel távozott az Üllői útról. A Ferencváros megőrizte százszázalékos mérlegét a bajnoki szezonban – a három fordulóban 11 gólt szerzett Thomas Doll csapata –, míg a hazai pontvadászatban immár 22 összecsapás óta tart a veretlenségi sorozata.
| Csapat      | Labdabirtoklás | Lövés | Kaput találtlövés | Ebből gól | Szöglet | Szabálytalanság | Sárga lap | Piros lap | Passz | Sikeres passz | Párharc | Megnyert párharc |
| ----------- | -------------- | ----- | ----------------- | --------- | ------- | --------------- | --------- | --------- | ----- | ------------- | ------- | ---------------- |
| Ferencváros | 1896 mp (60%)  | 14    | 5 (36%)           | 3 (60%)   | 7       | 17              | 2         | 0         | 535   | 438 (82%)     | 160     | 82 (51%)         |
| Haladás     | 1273 mp (40%)  | 11    | 3 (27%)           | 1 (33%)   | 1       | 22              | 3         | 1         | 382   | 287 (75%)     | 160     | 78 (49%)         |

- A Ferencváros három győzelemmel kezdte a szezont, erre legutóbb két éve, 2016-ban volt példa. Akkor tíz szerzett gól állt a csapat neve mellett (most tizenegy…), s a Haladás és a Diósgyőr ugyancsak a legyőzöttek között volt.
- Thomas Doll csapata az eddigi tíz idei hazai bajnokijából heten legalább három gólt szerzett.
- Varga Roland három bajnoki meccsen négy gólt szerzett, ez a legjobb sorozata tavaly szeptember óta. Idén áprilisban is szerzett gólt három egymást követő bajnokiján.
- Davide Lanzafaménak ez volt az első két gólja az OTP Bank Ligában, ferencvárosi játékosként. A magyar élvonalban 70 bajnokin 36 gólt ért el, ez éppen jobb 0,5-ös átlagnál.
- A Haladás az első három fordulóban két piros lapot kapott. Priskin Tamás az első, Jagodics Márk (87. perc) a harmadik fordulóban.
- Gaál Bálint az első gólját szerezte a Haladás tagjaként a visszatérése óta. Az előző idényben, a Vasas játékosaként is lőtt gólt a Ferencvárosak.
- A Haladás a legutóbbi öt idegenbeli bajnoki mérkőzését elveszítette.[9]

A Haladás hazai mérlege kifejezetten jó, noha a mostani bajnokságban az eddigi egyetlen hazai meccsén csak döntetlent ért el az Újpestet fogadva. Ugyanakkor figyelemre méltó, hogy a Rohonci úti pálya újbóli átadása óta bajnoki találkozón ott még senki sem tudta legyőzni. Mindazonáltal a Puskás Akadémia tavaly augusztusban, Pintér Attila irányításával, 5–2-re legyőzte vendégként a zöld-fehéreket, de még Sopronban. Figyelemre méltó, hogy a két csapat az előző idényben gólokban kifejezetten gazdag mérkőzéseket játszott egymás ellen, Sopronban, Felcsúton, majd Szombathelyen, 270 perc alatt tizenöt gól esett. Egyik gárda sem kezdte jól a mostani idényt, mindkettő egyetlen ponttal szerénykedik három forduló után, ebből következően még nyeretlen.
| 4. forduló 2018. augusztus 11., szombat 19:30 |

| Swietelsky Haladás                                                | 2 – 1               | Puskás Akadémia                                                                     |
| ----------------------------------------------------------------- | ------------------- | ----------------------------------------------------------------------------------- |
| K. Mészáros (1–0) 69' (11-esből) K. Mészáros (2–0) 87' (11-esből) | (0 – 0) Jegyzőkönyv | 90+3' (2–1) Molnár 42' U. Diallo 68' Zsidai 83' Hegedűs J. 86' Heris 88' Danilovics |

| Haladás Sportkomplexum, Szombathely Nézőszám: 3.936 Játékvezető: Solymosi Péter (magyar) Asszisztensek: Ring György és Vígh-Tarsonyi Gergő |

- Haladás: Király — Schimmer, Beneš, Kolčák (Tamás L.  78'), Bošnjak — M. Grumics, Jancsó (Halmosi  60') — K. Mészáros, Németh Márió, Németh Milán — Rabušic (Bamgboye  64') • Fel nem használt cserék: Rózsa (kapus), Kovalovszki, Kovács L., Habovda • Vezetőedző: Michal Hipp
- Puskás Akadémia: Danilovics — Heris, Hegedűs J., Poór, Trajkovski (Bokros  90') — Zsidai, Balogh B. (Arabuli  78') — Kiss T., Radó, Molnár — U. Diallo (Knežević  43') • Fel nem használt cserék: Hegedüs L. (kapus), Márkvárt, Szakály P., Osváth • Vezetőedző: Benczés Miklós

A Haladás kezdte jobban a nyeretlen csapatok csatáját, ugyanis Rabušic már az ötödik percben a bal kapufát találta el. Ezt követően magához tért a felcsúti együttes, amely veszélyesebb akciókat vezetett, az idő múlásával viszont csendes mezőnyjátékká szelídült az összecsapás. A folytatás elején ismét a Haladás akarata érvényesült, egy ízben például Danilovicsnak kellett nagyot védenie. A meddő mezőnyfölény végül eredményre vezetett, ugyanis a hazai csapat büntetőből vezetést szerzett: a 68. percben Bošnjak nagy bedobása után Beneš tette a labdát Kolčáknak, akit Trajkovski tüntetett el a tizenhatoson belül. A büntetőt Karol Mészáros végezte el és magabiztosan a bal alsóba helyezett; (1–0). A Puskás Akadémia hátrányban sem tudott újítani, így a Haladás biztosan őrizte minimális előnyét, sőt, a hajrában egy újabb büntetőből meg is duplázta azt: a 86. percben Heris rántotta le Bamgboyét a tizenhatoson belül, ez is tizenegyes és sárga lap a védőnek. A büntetőt megint Karol Mészáros lőtte, középre helyezte, Danilovics beleért, de a labda bepattant a gólvonal mögé; (2–0). Mint utóbb kiderült, szüksége is volt a második találatra idénybeli első győzelméhez, mivel a vendégek a hosszabbításban váratlanul szépítettek: a 93. percben Hegedűs János indítása után Molnár a kimozduló Király mellett éles szögből, akrobatikus mozdulattal lőtte a labdát az üres kapuba; (2–1). Az egyenlítésre már nem maradt ideje a Puskás Akadémiának, így a Haladás elkönyvelhette szezonbeli első győzelmét.
| Csapat          | Labdabirtoklás | Lövés | Kaput találtlövés | Ebből gól | Szöglet | Szabálytalanság | Sárga lap | Piros lap | Passz | Sikeres passz | Párharc | Megnyert párharc |
| --------------- | -------------- | ----- | ----------------- | --------- | ------- | --------------- | --------- | --------- | ----- | ------------- | ------- | ---------------- |
| Haladás         | 1446 mp (51%)  | 15    | 7 (47%)           | 2 (29%)   | 3       | 11              | 0         | 0         | 354   | 281 (79%)     | 178     | 93 (52%)         |
| Puskás Akadémia | 1370 mp (49%)  | 12    | 3 (25%)           | 1 (33%)   | 7       | 17              | 5         | 0         | 404   | 322 (80%)     | 178     | 85 (48%)         |

- A Haladás továbbra is veretlen hazai pályán az új stadion megnyitása óta.
- A szombathelyiek először nyertek bajnoki mérkőzésen június 2. óta.
- A két csapat legutóbbi négy egymás elleni bajnoki mérkőzésén 18 gólt esett.
- Mészáros Karol legutóbb május elején szerzett gólt a mostani dupla előtt az OTP Bank Ligában. A Puskás Akadémia ellen. 2016-ban egyébként éppen a Puskás Akadémia hozta őt Magyarországra.
- Molnár Gábor 2017. augusztus 26. óta először szerzett gólt az NB I-ben. Akkor is a Haladás kapuját vette be.
- A Puskás Akadémia mindössze egy pontot szerzett az első négy fordulóban. Ugyanannyit, mint 2017 nyarán.
- Az akadémia csapata március 17. óta mindössze két idegenbeli mérkőzését veszítette el. Mindkettőt Szombathelyen.[11]

A DVTK nagyon rossz passzban van, csupán a Puskás Akadémia elleni hazai mérkőzésen tudott megmenteni egy pontot. Az egyetlen szerzett ponttal a tizenegyedik helyen áll a tabellán. Pályaválasztóként az új stadionban a Mezőkövesd ellen vereséggel kezdett, de azóta három találkozón hét pontot szerzett. A Haladás az első három fordulóban nyeretlen maradt, majd otthon legyőzte a Puskás Akadémia együttesét. Vendégként gyenge a mérlege, immár sorozatban öt bajnoki találkozón maradt szerzett pont nélkül.
| 5. forduló 2018. augusztus 18., szombat 19:30 |

| Diósgyőr                                  | 1 – 0               | Swietelsky Haladás        |
| ----------------------------------------- | ------------------- | ------------------------- |
| Tóth Barnabás (1–0) 36' Tóth Barnabás 42' | (1 – 0) Jegyzőkönyv | 69′ M. Grumics 81' Király |

| DVTK-stadion, Diósgyőr Nézőszám: G és H szektorok zárva Játékvezető: Andó-Szabó Sándor (magyar) Asszisztensek: Szécsényi István és Horváth Róbert |

- Haladás: Király — Schimmer (Halmosi  74'), Tamás L., Kolčák, Bošnjak — M. Grumics, Habovda — K. Mészáros, Kovács L. (Bamgboye  58'), Németh Milán — Rabušic (Rácz B.  79') • Fel nem használt cserék: Gyurján (kapus), Kovalovszki, Németh Márió, Jancsó • Vezetőedző: Michal Hipp
- Diósgyőr: Antal — Sesztakov, Brkovics, Karan, Tamás M. — Tóth Barnabás, Tajti, Hasani (Lipták  81') — Vernes (Jóannidisz  68'), Mihajlovics (Bacsa  49'), Forgács • Fel nem használt cserék: Radoš (kapus), Makrai, Nagy, Bárdos • Vezetőedző: Fernando Fernandez

| Diósgyőr | Haladás |

Az első negyedórában megpróbálta felmérni egymást a két csapat, kereste a fogást az ellenfelén, de nem volt meg a lendület az akciókban sem egyik, sem másik oldalon. A folytatásban is a pálya közepén zajlott a játék, egy-két távoli lövést láthattak a nézők, komoly gólszerzési lehetőség azonban továbbra sem adódott. A Diósgyőr szűk tíz perccel a félidő vége előtt rögzített helyzetből szerzett vezetést: a 36. percben Vernes bal szélről jövő jobblábas szabadrúgását Tóth Barnabás Király Gábor mellett a kapu bal alsó sarkába fejelte az ötösről; (1–0). A gól némileg váratlan volt, mert a Haladás egyébként szervezetten szűrte a DVTK támadásait. A hazai csapat a második félidőben bátrabban játszott, többet kezdeményezett, ráadásul a mérkőzés utolsó negyedére emberelőnybe is került: Jóannidisz passzával kapura tört a gólszerző, Tóth, a 16-os előtt feldöntötte őt Grumics, piros lapot kapott a játékvezetőtől. A vendég együttesben nem volt meg a kellő átütőerő az egyenlítéshez, igyekezett a Haladás támadásokat vezetni, de nem tudott helyzetet kialakítani.
| Csapat   | Labdabirtoklás | Lövés | Kaput találtlövés | Ebből gól | Szöglet | Szabálytalanság | Sárga lap | Piros lap | Passz | Sikeres passz | Párharc | Megnyert párharc |
| -------- | -------------- | ----- | ----------------- | --------- | ------- | --------------- | --------- | --------- | ----- | ------------- | ------- | ---------------- |
| Diósgyőr | 1302 mp (46%)  | 6     | 3 (50%)           | 1 (33%)   | 5       | 13              | 1         | 0         | 409   | 325 (79%)     | 156     | 93 (60%)         |
| Haladás  | 1555 mp (54%)  | 15    | 4 (27%)           | 0 (0%)    | 9       | 14              | 1         | 1         | 414   | 338 (82%)     | 156     | 63 (40%)         |

- A Diósgyőr megszerezte első győzelmét a bajnoki idényben. Új stadionja avatása óta, pályaválasztóként, a Mezőkövesd elleni vereség után, négy mérkőzésen tíz pontot szerzett.
- Tóth Barnabás, pályafutása tizenegyedik élvonalbeli mérkőzésén, megszerezte első gólját az OTP Bank Ligában.
- A Diósgyőr 2018-ban mindössze másodszor maradt bajnoki mérkőzésen kapott gól nélkül.
- A Haladás sorozatban a hatodik idegenbeli bajnoki mérkőzését veszítette el.
- A vasiak a mérkőzés utolsó negyedében tíz emberrel játszottak a korábbi diósgyőri játékos, Miroszlav Grumics kiállítása miatt.
- A Haladás minden eddig az OTP Bank Liga 2018–2019-es idényében játszott idegenbeli mérkőzését tíz emberrel fejezte be, a Honvéd ellen Priskin, a Ferencvárossal szemben Jagodics Márk, most Grumics kapott piros lapot.
- 2017 áprilisa óta először született hazai győzelem ebben a párharcban, a legutóbbi három meccset a mindenkori vendég (egyszer a Haladás, kétszer a DVTK) nyerte.[14]

A Haladás hazai mérlege kifejezetten jó, noha a mostani bajnokságban az eddigi egyetlen hazai meccsén csak döntetlent ért el az Újpestet fogadva. Ugyanakkor figyelemre méltó, hogy a Rohonci úti pálya újbóli átadása óta bajnoki találkozón ott még senki sem tudta legyőzni. Mindazonáltal a Puskás Akadémia tavaly augusztusban, Pintér Attila irányításával, 5–2-re legyőzte vendégként a zöld-fehéreket, de még Sopronban. Figyelemre méltó, hogy a két csapat az előző idényben gólokban kifejezetten gazdag mérkőzéseket játszott egymás ellen, Sopronban, Felcsúton, majd Szombathelyen, 270 perc alatt tizenöt gól esett. Egyik gárda sem kezdte jól a mostani idényt, mindkettő egyetlen ponttal szerénykedik három forduló után, ebből következően még nyeretlen.
| 6. forduló 2018. augusztus 25., szombat 20:45 |

| Swietelsky Haladás                                         | 1 – 2               | MTK                                                |
| ---------------------------------------------------------- | ------------------- | -------------------------------------------------- |
| Gaál (1–2) 90+1' Tamás L. 41' Habovda 52' Németh Milán 58' | (0 – 1) Jegyzőkönyv | 13' (0–1) Shäfer 81' (0–2) Gera D. 42' Gengeliczki |

| Haladás Sportkomplexum, Szombathely Nézőszám: 4.117 Játékvezető: Karakó Ferenc (magyar) Asszisztensek: Szalai Balázs és Becséri Gergely |

- Haladás: Király  — Schimmer, Kolčák, Beneš (Halmosi  szünetben), Tamás L. — Habovda, Németh Milán — K. Mészáros, Priskin, Rácz B. (Gaál  77') — Rabušic (Bamgboye  62') • Fel nem használt cserék: Gyurján (kapus), Kovalovszki, Németh Márió, Jancsó • Vezetőedző: Michal Hipp
- MTK: Kicsak — Ikenne-King, Pintér Á., Gengeliczki, Szelin — Vass Á. — Schäfer (Gera D.  64'), Kanta , Bognár, Ramos (Vass P.  90') — Lencse (Torghelle  74') • Fel nem használt cserék: Horváth L. (kapus), Balogh, Farkas II., Katona • Vezetőedző: Feczkó Tamás

| Haladás | MTK |

Az első perctől az MTK akarata érvényesült, már az első tíz percben több gólszerzési lehetősége volt, végül szűk negyedóra kellett a vezetés megszerzéséhez: a 13. percben Kanta mesteri indításával lépett ki Lencse a jobbösszekötő helyén, elvitte a labdát a kifutó Király mellett, majd visszagurított Schäfer Andrásnak, aki az egyik védőtől szorongatva 11 méterről, jobbal laposan a bal alsó sarokba helyezett; (0–1). Az első igazán veszélyes hazai támadásra 24 percet kellett várni, ezt követően viszont az ukrán kapus, Kicsak egymaga akadályozta meg a hazaiak egyenlítését: előbb a négymeccses eltiltása után visszatért Priskin büntetőjét hárította, majd egymás után kétszer védett bravúrral Tamás László és Schimmer próbálkozásánál. A folytatásban nagyobb elánnal támadtak a szombathelyiek az egyenlítésért, míg az MTK távoli lövésekkel veszélyeztetett, azonban Kicsak nagy napot fogott ki, míg a vendégek kissé pontatlanok voltak. A játékrész derekára alábbhagytak a hazai rohamok, ráadásul a hajrára izgalom sem maradt, mivel a csereként beállt Gera Dániel megduplázta a fővárosiak előnyét: a 81. percben Szelin bal oldali beívelését a szintén csereként beállt Torghelle középen megcsúsztatta, a labda az ötös jobb sarkánál a Gera Dániel elé került, akinek 4 méteres, jobblábas lövése Habodván megpattant, és Király lába között a kapuban kötött ki; (0–2). A hosszabbításban szépítettek a szombathelyiek: a 91. percben a Vasastól visszatért támadó, Gaál Bálint Priskintől kapott labdát, majd  25 méterről, középről jobbal talált be laposan a jobb alsó sarokba, Kicsak vetődött, de nem érte el a labdát; (1–2). Egyenlítésre már nem maradt idejük a hazaiaknak.
| Csapat  | Labdabirtoklás | Lövés | Kaput találtlövés | Ebből gól | Szöglet | Szabálytalanság | Sárga lap | Piros lap | Passz | Sikeres passz | Párharc | Megnyert párharc |
| ------- | -------------- | ----- | ----------------- | --------- | ------- | --------------- | --------- | --------- | ----- | ------------- | ------- | ---------------- |
| Haladás | 1441 mp (48%)  | 11    | 5 (45%)           | 1 (20%)   | 4       | 23              | 3         | 0         | 380   | 314 (83%)     | 179     | 85 (47%)         |
| MTK     | 1574 mp (52%)  | 14    | 10 (71%)          | 2 (20%)   | 5       | 15              | 1         | 0         | 455   | 386 (85%)     | 179     | 94 (53%)         |

Mérkőzés utáni nyilatkozatok:
Ez az első vereségünk az új hazai stadionban, egy hosszú sorozat szakadt ezzel meg. El kell mondanom, hogy egy nagyon jó ellenféltől kaptunk ki, akik beváltották az előzetes várakozásaimat. Egész héten gondjaim voltam az összeállítással, így is bevállaltam, hogy két olyan játékost is betettem, akik nem voltak teljesen egészségesek. A meccs a 30. perc környékén dőlt el: akkor volt 2-3 nagy lehetőségünk, de azok kimaradtak. Nem tudom, hogy alakult volna a meccs, ha ezekből egyet belövünk, de szerintem jobb eredményt értünk volna el. Az MTK állandó veszélyt jelentett, Lencsét nehezen tartottuk. Gratulálok az MTK-nak!
Az első félidőben remekül játszottunk, szervezetten és tudatosan fociztunk. Sok helyzetet dolgoztunk ki, de nem váltottuk azokat gólra, pedig korábban eldönthettük volna a meccset egy jó Haladás ellen. Talán lehetek nyíltan is büszke: mi vagyunk az első csapat, amely nyerni tudott ebben a szép stadionban. Bevallom, hogy tavaly szurkoltam a Haladásnak, hogy tartson ki a sorozata, hiszen titkon bíztam abban, ez pluszmotivációt jelenthet majd nekünk az NB I-ben, hogy mi szakíthatjuk meg ezt a szép sorozatot. Ritkán dicsérem nyíltan a csapatot, de ezúttal minden dicséretet megérdemelnek a fiúk. Egy hiányérzetem van: a helyzetkihasználásunk még nem az igazi, de dolgozunk azon, hogy hamarabb le tudjuk zárni ezeket a meccseket. Győzelmünkhöz kellett Kicsak védése is a 11-esnél. Nyáron több mint 30 kapus közül választottuk ki őt. Ma is bizonyított, nagyon jó teljesítményt nyújtott, számomra az nagy öröm, hogy lábbal is remekül fejlődik, egyre jobban átveszi azt a stílust, amit mi szeretnénk látni egy kapustól.
- A Haladás először kapott ki pályaválasztóként az OTP Bank Ligában új stadionjában.
- A szombathelyiek a legutóbbi négy bajnoki meccsükből hármat elveszítettek.
- Gaál csupán három mérkőzésen játszott eddig az idényben, de két gólt is szerzett, ezúttal csereként beállva.
- Az MTK negyedszer játszott idegenben, tíz szerzett pontja minden riválisáénál több.
- A kék-fehérek az idényben minden idegenbeli mérkőzésükön legalább két gólt szereztek eddig az OTP Bank Liga 2018–2019-es idényében.
- Az MTK-nak 2014 őszén volt legutóbb ilyen jó (sőt még jobb) idegenbeli mérlege az élvonalban, akkor öt mérkőzést nyert sorozatban.
- A még mindig csak 19 éves Schäfer András, aki másfél éve már bemutatkozott az első osztályban, élete első NB I-es gólját szerezte.
- Gera Dánielnek a negyedik gólja volt a mostani az OTP Bank Ligában.[17]

A Loki az első hat fordulóban kétszer nyert, kilenc ponttal a negyedik helyen áll. A legutóbbi három fordulóban kissé visszaesett, nyeretlen maradt. A Nagyerdei Stadionban három mérkőzést vívott eddig az OTP Bank Liga őszi idényében, a Diósgyőrt legyőzte, a Mezőkövesddel és az MTK-val döntetlent játszott. Pályaválasztóként április 28. óta veretlen, 2018-ban csak az első, a Balmazújváros elleni találkozón nem szerzett pontot. A Haladás visszacsúszott a tabellán, miután a legutóbbi négy fordulóban csupán három pontot szerzett. Idegenbeli mérlege rossz, április 14. óta mind a hat vendégként játszott bajnokiját elveszítette. Érdekes, hogy 2014 decembere óta a DVSC pályaválasztóként csupán egyszer, 2017 tavaszán tudott nyerni a szombathelyiek ellen.
| 7. forduló 2018. szeptember 1., szombat 17:00 (tv: M4 Sport) |

| Debreceni VSC    | 1 – 1               | Swietelsky Haladás                                              |
| ---------------- | ------------------- | --------------------------------------------------------------- |
| Takács (1–0) 21' | (1 – 1) Jegyzőkönyv | 42' (1–1) Priskin 46' Németh Milán 78' Király 90+4' Jagodics M. |

| Nagyerdei stadion, Debrecen Nézőszám: 3.203 Játékvezető: Erdős József (magyar) Asszisztensek: Georgiou Theodoros és Szécsényi István |

- Haladás: Király  — Schimmer (Halmosi  84'), Kolčák, Beneš (Tamás L.  17'), Németh Milán (Németh Márió  51') — Jagodics M. — Habovda, K. Mészáros, M. Grumics, Gaál — Priskin • Fel nem használt cserék: Rózsa (kapus), Bamgboye, Rácz B., Rabušic • Vezetőedző: Michal Hipp
- Debrecen: Nagy S. — Čikoš (Kusnyír  39'), Mészáros, Kinyik, Barna (Ferenczi  35') — Tőzsér  — Könyves, Haris, Bódi, Varga K. — Takács (Avdijaj  82') • Fel nem használt cserék: Košický (kapus), Szatmári, Calvente, Szécsi • Vezetőedző: Herczeg András

| Debrecen | Haladás |

Lendületesen kezdte a mérkőzést a hazai csapat, amely már az első negyedórában többször veszélyeztette a vendégek kapuját. Nem sokkal később aztán a vezetést is megszerezte a DVSC: a 21. percben Tőzsér jobbról ballal a kapu elé ível egy szögletet, Király és Jagodics elaludt a beadásnál, Takács Tamás meg három méterről a léc alá fejel, középre, a labda lécet is érintette; (1–0). Sőt, a folytatásban is több hatalmas helyzet adódott a debreceniek előtt, újabb gólt egy védelmi hibát kihasználva mégis a szombathelyiek szereztek: a 42. percben egy jobbról érkező ívelést Mészáros Norbert és Kinyik is elrúghatta volna Priskin Tamás elől, de egyikük sem teszi ezt meg, a csatár jobbal, 16 méterről, jobbról kapura lőhet így, a labda meg Kinyik bal lábáról a kapuson átpattanva a léc alsó élére, onnan a jobb alsó sarokba hullott; (1–1). Érdekesség, hogy az első félidőben három játékost is le kellett cserélni, megsérült ugyanis a Haladás egyik belső védője és a DVSC mindkét szélső hátvédje. Szünet után kiegyenlített küzdelmet, helyenként lüktető játékot láthatott a közönség. A második félidőben a Haladás sokkal támadóbb szellemben játszott, teljesen egyenrangú ellenfele volt a hazai együttesnek. Mindkét kapu előtt számos gólszerzési lehetőség adódott, szinte futószalagon dolgozták ki a csapatok a jobbnál jobb helyzeteket, ám újabb gólt egyik gárda sem tudott szerezni.
| Csapat   | Labdabirtoklás | Lövés | Kaput találtlövés | Ebből gól | Szöglet | Szabálytalanság | Sárga lap | Piros lap | Passz | Sikeres passz | Párharc | Megnyert párharc |
| -------- | -------------- | ----- | ----------------- | --------- | ------- | --------------- | --------- | --------- | ----- | ------------- | ------- | ---------------- |
| Debrecen | 1411 mp (49%)  | 26    | 8 (31%)           | 1 (13%)   | 11      | 9               | 0         | 0         | 405   | 305 (75%)     | 152     | 76 (50%)         |
| Haladás  | 1479 mp (51%)  | 14    | 3 (21%)           | 1 (33%)   | 3       | 15              | 2         | 0         | 379   | 284 (75%)     | 152     | 76 (50%)         |

Mérkőzés utáni nyilatkozatok:
Az első 30 percben nagyon jól játszottunk, gólokkal kellett volna vezetni. Igaz, csak egy találatot szereztünk. A két kényszerű csere megzavarta a játékunkat, és a Haladás egyenlített. A második félidő eleje a vendégeké volt, ott eldönthették volna ők is meccset. Utána mi javítottunk, ismét voltak helyzeteink. Csalódott vagyok, a helyzeteink alapján meg kellett volna nyerni a meccset. A védekezésen és a helyzetkihasználáson javítani kell. Ilyen mérkőzést hazai pályán meg kell nyerni, az luxus, hogy ennyi helyzetet kihagyunk.
Nagyon jól felkészültünk a hazai csapatból, tudtuk, a mérkőzés elején nagy nyomást gyakorolnak az ellenfélre. Rosszul kezdtük a meccset, több helyzete volt a hazaiaknak, szerencsénkre ezeket rendre kihagyták. Utána összeszedtük magunkat, majd kiegyenlítettünk. Helyzeteink nekünk is voltak. A második félidőben a hazaiak ismét vezetést szerezhettek volna, 2–3 gólos előnyt harcolhatott volna ki a Loki, de Király remekül védett. Priskin egyenlítő góljával jöttünk vissza a mérkőzésbe. Az első félidőben a hazaiak helyzetkihasználása és a kapusunk fantasztikus teljesítménye után lett döntetlen az eredmény. A második félidőz jól kezdtük, az első 10 percben hatalmas helyzeteket puskáztunk el. Utána kiegyenlített játék folyt, de nekünk is volt helyzetünk Németh Márió révén. Tetszhetett a mérkőzés a nézőknek, a helyzetek alapján akár 6–6 is lehetett volna. A csapat védőjátéka nagyon gyenge volt. Igazságos ez a döntetlen.
- Továbbra is tart a debreceni szempontból rossz sorozat: 2014 decembere óta a DVSC pályaválasztóként csupán egyszer, 2017 tavaszán tudott nyerni a szombathelyiek ellen.
- Herczeg András csapata immár négy forduló óta nyeretlen, az első három fordulóban hét, azóta három pontot szerzett.
- A Loki pályaválasztóként április 28. óta veretlen, de a legutóbbi öt mérkőzésből négyen döntetlent játszott.
- Takács Tamás a második bajnoki gólját érte el az idényben, két és fél év után szerzett ismét gólt a Haladás ellen az OTP Bank Ligában.
- A Haladás sorozatban hat elveszített idegenbeli mérkőzés után tudott pontot szerezni.
- A szombathelyiek 2017 októbere óta először játszottak döntetlent vendégként. Akkor is a DVSC ellen szereztek egy pontot.
- Priskin Tamás a harmadik őszi bajnokiján a második gólját szerezte.[20]

| 8. forduló 2018. szeptember 15., szombat 17:00 |

| Kisvárda Master Good                                                          | 4 – 1               | Swietelsky Haladás                               |
| ----------------------------------------------------------------------------- | ------------------- | ------------------------------------------------ |
| Ilics (1–0) 17' Horváth Z. (2–0) 29' Mišić (3–0) 57' Ilics (4–1) 69' Vári 85' | (2 – 0) Jegyzőkönyv | 66' (3–1) Priskin 28' Kolčák 31' Gaál 86' Jancsó |

| Várkerti Sportpálya, Kisvárda Nézőszám: 1.983 Játékvezető: Németh Ádám (magyar) Asszisztensek: Varga Zsolt és Szert Balázs |

- Haladás: Király  — Schimmer, Kolčák, Beneš, Habovda — M. Grumics (Jancsó  szünetben), Jagodics M. — Bamgboye, Gaál (Rabušic  57'), Rácz B. (Németh Márió  82') — Priskin • Fel nem használt cserék: Rózsa (kapus), Kovalovszki, Németh Milán, Halmosi • Vezetőedző: Michal Hipp
- Kisvárda: Luiz — Melnik, Pico, Ene, Vári — Marcolini, Protics, Mišić (Milevszkij  65'), Sassá (Gosztonyi  71'), Ilics — Horváth Z. (Karaszjuk  78') • Fel nem használt cserék: Cserepko (kapus), Vuk, Parcvanyija, Negruț • Vezetőedző: Dajka László

| Kisvárda | Haladás |

Az első félidőben végig a Kisvárda akarata érvényesült, a hazaiak irányítani tudták a mérkőzést, és a 18. percben megszerzett vezetést követően nem engedtek túl sok lehetőséget a vendégcsapatnak. Fordulás után sem hagyott alább a Kisvárda lendülete, a hazaiak harmadik góljával pedig gyakorlatilag fél órával a lefújás előtt eldőlt a mérkőzés. Bár a szombathelyiek szépíteni tudtak a hajrához közeledve, de erre is azonnal volt válaszuk a kisvárdaiaknak, akik megérdemelten tartották otthon a három pontot.
| Csapat   | Labdabirtoklás | Lövés | Kaput találtlövés | Ebből gól | Szöglet | Szabálytalanság | Sárga lap | Piros lap | Passz | Sikeres passz | Párharc | Megnyert párharc |
| -------- | -------------- | ----- | ----------------- | --------- | ------- | --------------- | --------- | --------- | ----- | ------------- | ------- | ---------------- |
| Kisvárda | 1822 mp (58%)  | 15    | 8 (53%)           | 1 (13%)   | 1       | 14              | 1         | 0         | 530   | 461 (87%)     | 135     | 73 (54%)         |
| Haladás  | 1337 mp (42%)  | 8     | 5 (63%)           | 1 (20%)   | 1       | 22              | 3         | 0         | 391   | 320 (82%)     | 135     | 62 (46%)         |

- A Kisvárda élvonalbeli történetében először nyert hazai bajnoki mérkőzést.
- Az újonc élvonalbeli történetében először szerzett egy mérkőzésen egynél több gólt, rögtön négyet.
- Dajka László érkezése előtt a csapat négy mérkőzésen nem szerzett sem gólt, sem pontot. Azóta, ugyancsak négy mérkőzésen nyolc pontot gyűjtött, hét gólt elérve. A kapott gólokban is nagy a különbség: az első négy fordulóban tizenegy, azóta pedig három.
- A szerb Brana Ilics az előző idényben, a Merkantil Bank Ligában tíz gólt szerzett. Immár az élvonalban is van kettő a neve mellett.
- A horvát Matija Mišić ugyancsak szerepelt már az NB II-es csapatban is, neki is ez volt az első gólja a magyar élvonalban.
- Horváth Zoltán az idényben először volt eredményes, de azok közé tartozik a kisvárdaiaknál, akiknek már a szezon előtt is volt NB I-es rutinjuk. A korábbi egri és debreceni játékos a hatodik góljánál tart.
- Priskin Tamás négy mérkőzésen játszott eddig a Haladásban, hárman gólt szerzett.
- A szombathelyiek a legutóbbi nyolc idegenbeli mérkőzésükön csupán egy pontot szereztek.[22]

| 9. forduló 2018. szeptember 29., szombat 17:00 (tv: M4 Sport) |

| Swietelsky Haladás | – | Paks |
| ------------------ | - | ---- |
|                    |   |      |

| Haladás Sportkomplexum, Szombathely |

| Haladás | Paks |

Horváth Ferenc, amióta távozott a Videotontól, a Balmazújváros élén lepte már meg egykori klubját, az előző idényben kétszer döntetlent játszott, márciusban pedig csak 1–0-ra kapott ki. A Haladás az utolsó helyen áll, augusztus 11. óta csupán egy pontot szerzett. A Puskás Akadémia elleni győzelem óta a hazai mérlege is romlott, az MTK-tól és a Pakstól is kikapott 2–1-re. Az Európa Liga főtábláján szereplő, csütörtökön majd Szalonikiben a PAOK ellen pályára lépő MOL Vidi Londonból hazatérve meglepő vereséget szenvedett a legutóbbi fordulóban az MTK-tól. Idegenben a négy eddigi meccséből kettőt megnyert, a Ferencvárossal döntetlent játszott, a Puskás Akadémiától kikapott.
| 11. forduló 2018. október 20., szombat 17:00 (tv: M4 Sport) |

| Swietelsky Haladás | 0 – 2               | MOL Vidi                                                         |
| ------------------ | ------------------- | ---------------------------------------------------------------- |
| Tamás L. 84'       | (0 – 0) Jegyzőkönyv | 61' (0–1) M. Scsepovics 69' (0–2) Pátkai 42' Pátkai 87' Vinícius |

| Haladás Sportkomplexum, Szombathely Nézőszám: 3.317 Játékvezető: Berke Balázs (magyar) Asszisztensek: Lémon Oszkár és Szécsényi István |

- Haladás: Király — Habovda, Beneš, Tamás L., Bošnjak  — Rácz B., Jancsó (Dausvili  59'), Jagodics M., Németh Márió (Ofosu  64') — Bamgboye (Gaál  71'), Priskin • Fel nem használt cserék: Gyurján (kapus), K. Mészáros, Kolčák, Halmosi • Vezetőedző: Horváth Ferenc
- Vidi: Kovácsik — Fiola, Juhász  (Nikolov  78'), Vinícius, Tamás (Stopira  71') — Nego, A. Hadžić, Pátkai — Kovács — Hodžić, M. Scsepovics (Huszti  74') • Fel nem használt cserék: Tujvel (kapus), Berecz, Hangya, E. Hadžić • Vezetőedző: Marko Nikolics

| Haladás | Vidi |

A kezdés előtt Tóth Miklós, a Haladás ügyvezető igazgatója és Vörös Csaba technikai vezető köszöntötte Halmosi Pétert, aki a legutóbbi fordulóban a 300. élvonalbeli mérkőzésén lépett pályára. A 35-szörös válogatott szélső ugyanakkor ezen a találkozón nem jutott szóhoz. Az erőviszonyoknak megfelelően a fehérváriak irányították az összecsapást, mégis a Haladás járt közelebb a vezetéshez, de az első félidő végén és a második elején is kimaradt egy hazai ziccer. Ez meg is bosszulta magát, mivel nem sokkal később előnybe kerültek a vendégek: a 61. percben Marko Scsepovics góljában a nagyot hibázó Király Gábor is benne volt; (0–1). Mindössze nyolc perccel később, a 69. percben eldöntötte az összecsapást a Vidi, Pátkai Máté gyönyörűen tekert a jobb felső sarokba; (0–2). Innentől kezdve a hátralévő bő húsz percben nem történt érdemi esemény, a Haladás jelenlegi formájában nem jelenthetett komoly veszélyt a címvédőre a hajrában.
| Csapat  | Labdabirtoklás | Lövés | Kaput találtlövés | Ebből gól | Szöglet | Szabálytalanság | Sárga lap | Piros lap | Passz | Sikeres passz | Párharc | Megnyert párharc |
| ------- | -------------- | ----- | ----------------- | --------- | ------- | --------------- | --------- | --------- | ----- | ------------- | ------- | ---------------- |
| Haladás | 1213 mp (40%)  | 8     | 2 (25%)           | 0 (0%)    | 3       | 23              | 1         | 0         | 355   | 279 (79%)     | 138     | 64 (46%)         |
| Vidi    | 1838 mp (60%)  | 14    | 6 (43%)           | 2 (33%)   | 4       | 16              | 2         | 0         | 521   | 447 (86%)     | 138     | 74 (54%)         |

### Második kör
A Haladás az edzőváltás óta még nem szerzett pontot, sőt, a legutóbbi négy fordulóban csak kikapott. Az avatást követő háromnegyed évben pazar hazai mérlege is elromlott, a legutóbbi három szombathelyi bajnokin pont nélkül maradt. A Budapest Honvéd legutóbb egy védelmi miatt veszített pontot az MTK pályáján. A második helyen áll, de a legutóbbi öt fordulóban csupán egyszer nyert. Vendégként négyszer játszott eddig, csupán Mezőkövesden nyert.
| 12. forduló 2018. október 27., szombat 17:00 |

| Swietelsky Haladás                         | 0 – 1               | Budapest Honvéd                            |
| ------------------------------------------ | ------------------- | ------------------------------------------ |
| Jagodics M. 29' Bošnjak 16′, 83′ Ofosu 83' | (0 – 0) Jegyzőkönyv | 90+1' (0–1) Danilo 75' Baráth 88' Holender |

| Haladás Sportkomplexum, Szombathely Nézőszám: 3.176 Játékvezető: Kassai Viktor (magyar) Asszisztensek: Varga Zsolt és Márkus Tamás |

- Haladás: Rózsa — Habovda, Beneš, Tamás L., Bošnjak  — Gaál (Bamgboye  82'), Jagodics M., Jancsó, Németh Márió (Ofosu  65') — K. Mészáros, Priskin (Kolčák  87') • Fel nem használt cserék: Király (kapus), Dausvili, Rácz B., Halmosi • Vezetőedző: Horváth Ferenc
- Honvéd: Gróf — Batik (Škvorc  33'), Kamber , Baráth — Heffler, Banó-Szabó (N’Gog  76'), Bamba, Hidi, Holender — Danilo, Tischler (Kukoč  66') • Fel nem használt cserék: Horváth A. (kapus), Holdampf, Pilík, Szendrei • Vezetőedző: Supka Attila

| Haladás | Honvéd |

Jobban kezdte a mérkőzést a fővárosi csapat, amelynek két nagy gólszerzési lehetősége is adódott az első fél órában, de Rózsa mindkét alkalommal hárítani tudott. Ezután rövid időre felpörgött a Haladás, Priskin egyszer a kapufát is eltalálta, de aztán a játékrész hajrájában ismét a Honvéd futballozott veszélyesebben, ám a szombathelyi védelem jól tette a dolgát. A gól nélküli első félidőt követően a második 45 perc elején is a vendégcsapat volt aktívabb, a házigazdák a kontratámadásokban bíztak, védelmük pedig gond nélkül megoldotta a feladatát. Később visszaesett az iram, a hajrához közeledve viszont tizenegyeshez jutott a Haladás, az állás mégsem változott: Karol Mészáros büntetőjét kivédte Gróf. Hét perccel a rendes játékidő letelte előtt emberhátrányba került a szombathelyi együttes, ezt pedig a 91. percben a maga javára fordította a Honvéd és elvitte a három pontot a Rohonci útról: a jobb oldali szögletet Holender végezte el, beívelése után Danilo a rövid saroknál megelőzte Jagodicsot, és 6 méterről a kapu bal oldalába fejelt; (0–1).
| Csapat  | Labdabirtoklás | Lövés | Kaput találtlövés | Ebből gól | Szöglet | Szabálytalanság | Sárga lap | Piros lap | Passz | Sikeres passz | Párharc | Megnyert párharc |
| ------- | -------------- | ----- | ----------------- | --------- | ------- | --------------- | --------- | --------- | ----- | ------------- | ------- | ---------------- |
| Haladás | 1141 mp (38%)  | 13    | 5 (38%)           | 0 (0%)    | 5       | 8               | 2         | 1         | 305   | 213 (70%)     | 144     | 70 (49%)         |
| Honvéd  | 1893 mp (62%)  | 11    | 4 (36%)           | 1 (25%)   | 7       | 16              | 2         | 0         | 575   | 477 (83%)     | 144     | 74 (51%)         |

- A Haladás az edzőváltás óta még nem szerzett pontot, sőt, a legutóbbi öt fordulóban csak kikapott.
- A szombathelyiek sorozatban a negyedik hazai mérkőzésüket veszítették el. Ilyen rossz sorozatuk nem volt 2000 áprilisa óta.
- A Haladás a három, októberi bajnokiján egyetlen gólt sem szerzett.
- Danilo a hatodik gólját szerezte ősszel, holtversenyben bár, de ismét a góllövőlista élén áll, augusztus 25. óta ez volt az első gólja.
- A Honvéd három nyeretlen idegenbeli mérkőzés után győzött ismét.
- A kispestiek a legutóbbi hét meccsüket kivétel nélkül megnyerték a Haladás ellen. A hétből hatot egygólos különbséggel.
- A vasi zöld-fehérek büntetőt hibáztak Mészáros Karol révén és tíz emberrel fejezték be a mérkőzést, miután Predrag Bošnjak megkapta a második sárga lapját a 83. percben.[25]

Mind a két csapat veszített az előző fordulóban. Az Újpest pályaválasztóként az első fordulóban kikapott az MTK-tól – attól a csapattól, amely az előző fordulóban is legyőzte –, de azóta immár öt mérkőzést játszott otthon veretlenül, s mindössze egy gólt kapott. A Haladás gyenge formában van, a legutóbbi öt fordulóban nem szerzett pontot. A legutóbbi nyolc bajnoki találkozóján 23 pontot veszített. Vendégként hasonló a mérlege, április 14. óta egyszer, Debrecenből tért haza szerzett ponttal. 2013 óta nem nyert az Újpest vendégeként. 
| 13. forduló 2018. november 3., szombat 17:00 |

| Újpest | –           | Swietelsky Haladás |
| ------ | ----------- | ------------------ |
|        | Jegyzőkönyv |                    |

| Szusza Ferenc Stadion, Budapest Játékvezető: Karakó Ferenc (magyar) Asszisztensek: Varga Gábor és Garai Péter |

| Újpest | Haladás |

### Helyezések fordulónként
| Forduló  | 1  | 2  | 3  | 4  | 5  | 6   | 7   | 8   | 9   | 10  | 11  | 12  | 13 | 14 | 15 | 16 | 17 | 18 | 19 | 20 | 21 | 22 | 23 | 24 | 25 | 26 | 27 | 28 | 29 | 30 | 31 | 32 | 33 |
| Helyszín | i  | o  | i  | o  | i  | o   | i   | i   | o   | i   | o   | o   | i  | o  | i  | o  | i  | o  | o  | i  | o  | i  | i  | o  | i  | o  | i  | o  | i  | i  | o  | i  | o  |
| -------- | -- | -- | -- | -- | -- | --- | --- | --- | --- | --- | --- | --- | -- | -- | -- | -- | -- | -- | -- | -- | -- | -- | -- | -- | -- | -- | -- | -- | -- | -- | -- | -- | -- |
| Eredmény | V  | D  | V  | GY | V  | V   | D   | V   | V   | V   | V   | V   |    |    |    |    |    |    |    |    |    |    |    |    |    |    |    |    |    |    |    |    |    |
| Helyezés | 7. | 7. | 9. | 8. | 8. | 10. | 10. | 12. | 12. | 12. | 12. | 12. |    |    |    |    |    |    |    |    |    |    |    |    |    |    |    |    |    |    |    |    |    |

Helyszín:o = otthon (hazai pályán); i = idegenben. Eredmény: GY = győzelem; D = döntetlen; V = vereség.
A csapat helyezései fordulónként, idővonalon ábrázolva.

### A bajnokság állása
| Hely. | Csapat          | M  | Gy | D  | V  | G+ | G– | Gk  | P  | Továbbjutás vagy kiesés          |
| ----- | --------------- | -- | -- | -- | -- | -- | -- | --- | -- | -------------------------------- |
| 1.    | Ferencváros (B) | 33 | 23 | 5  | 5  | 72 | 27 | +45 | 74 | Bajnokok Ligája, 1. selejtezőkör |
| 2.    | Vidi (C)        | 33 | 18 | 7  | 8  | 53 | 37 | +16 | 61 | Európa-liga, 1. selejtezőkör     |
| 3.    | Debrecen        | 33 | 14 | 9  | 10 | 44 | 39 | +5  | 51 | Európa-liga, 1. selejtezőkör     |
| 4.    | Honvéd          | 33 | 13 | 10 | 10 | 46 | 38 | +8  | 49 | Európa-liga, 1. selejtezőkör     |
| 5.    | Újpest          | 33 | 12 | 12 | 9  | 38 | 28 | +10 | 48 |                                  |
| 6.    | Mezőkövesd      | 33 | 12 | 8  | 13 | 45 | 40 | +5  | 44 |                                  |
| 7.    | Puskás Akadémia | 33 | 11 | 7  | 15 | 36 | 45 | −9  | 40 |                                  |
| 8.    | Paks            | 33 | 9  | 12 | 12 | 33 | 46 | −13 | 39 |                                  |
| 9.    | Kisvárda        | 33 | 10 | 8  | 15 | 36 | 48 | −12 | 38 |                                  |
| 10.   | Diósgyőr        | 33 | 10 | 8  | 15 | 36 | 57 | −21 | 38 |                                  |
| 11.   | MTK (K)         | 33 | 10 | 4  | 19 | 42 | 56 | −14 | 34 | NB II                            |
| 12.   | Haladás (K)     | 33 | 8  | 6  | 19 | 31 | 51 | −20 | 30 | NB II                            |

## Magyar kupa
Az MLSZ szabályzatának értelmében, a nemzeti bajnokságokban (NB I, NB II, NB III) szereplő csapatok a kupasorozat 6. fordulójában, a legjobb 128 között kapcsolódnak be a versenybe. A versenykiírás szerint az NB I-es és NB II-es csapatok kiemeltek lesznek a sorsoláson, nem kerülhetnek össze egymással. A hatodik fordulóból (a főtábla első köréből) továbblépő együttesek 300 ezer, illetve 500 ezer forintot kapnak – attól függően, hogy döntetlen után vagy győzelemmel harcolják ki a továbbjutást.
      Győzelem
      Döntetlen
      Vereség
| 2018. szeptember 23. |

| Csepel FC (NB III – Nyugat csoport) | 0 – 2 | Swietelsky Haladás |
| ----------------------------------- | ----- | ------------------ |
|                                     |       |                    |

| Részletek |

| 2018. október 31. |

| Szarvasi FC (megye I – Békés megye) | 1 – 3 | Swietelsky Haladás |
| ----------------------------------- | ----- | ------------------ |
|                                     |       |                    |

| Részletek |

| 2018. december 5. |

| Iváncsa KSE (NB III – Közép csoport) | – | Swietelsky Haladás |
| ------------------------------------ | - | ------------------ |
|                                      |   |                    |

| Részletek |

### 6. forduló (főtábla 1. forduló)
2018. szeptember 4-én az MLSZ székházában kisorsolták a 6. forduló párosításait, ebben a körben már csatlakoznak a sorozathoz az OTP Bank Liga és a Merkantil Bank Liga csapatai is. Az NB I-es és NB II-es csapatok kiemeltként szerepeltek a sorsoláson, vagyis nem kerülhettek össze egymással. Minden párosításban az alacsonyabb osztályú csapatok a pályaválasztók, míg azonos osztály esetében az elsőnek kihúzott csapat. A továbbjutás egy mérkőzésen dől el, a forduló hivatalos játéknapjai: szeptember 22. szombat és szeptember 23. vasárnap.
| 2018. szeptember 23., vasárnap 15:00 |

| Csepel FC (NB III) | 0 – 2               | Swietelsky Haladás                                   |
| ------------------ | ------------------- | ---------------------------------------------------- |
|                    | (0 – 1) Jegyzőkönyv | 20' (0–1) Gauzer 89' (0–2) Mészáros 21' Németh Milán |

| Béke téri stadion, Csepel (Budapest XXI. kerület) Nézőszám: 900 Játékvezető: Szilasi Szabolcs (magyar) Asszisztensek: Lémon Oszkár és Máyer Gábor |

- Haladás: Gyurján — Schimmer (Habovda  szünetben), Jagodics M., Kolčák, Németh Milán — Rácz B., Grumics — K. Mészáros, Gaál (Bamgboye  65'), Halmosi (Beneš  56') — Rabušic • Fel nem használt cserék: Rózsa (kapus), Kovalovszki, Németh Márió, Petró • Megbízott edző: Desits Szilárd
- Csepel: Botlik — Szabó Zs. (Mészáros L.  56'), Mészáros R., Balogh M., Gauzer — Fisli, Szabó P. — Molnár K., Tóth M. (Szabó E.  71'), Somlyai (Torda  szünetben) — Kocsis D. • Fel nem használt cserék: Juhász (kapus), Vörös, Gyökér, Vargovics • Vezetőedző: Tamási Zoltán

A mérkőzés elején a hazaiak keményen, néha durván futballoztak. A 20. percben Mészáros Karol bal oldali beadását Gauzer rosszul találta el, és a jobb felső sarokba pörgetett, öngól; (0–). Három perc múlva Grumics jobb oldali beadását Mészáros öt méterről fölé vágta. A 31. percben Schimmer jobb oldali beadását Rabušic a rövid oldalról kapura fejelte, de a hazaiak kapusa, Botlik a bal kapufára ütötte a labdát. A 42. percben Németh Milán bal oldali beadását Gaál lekezelte, fordulásból, nyolc méterről lőtt, a kapus ismét bravúrral hárított. Szünet után az 53. percben Molnár a félpályáról kilépett, rávezette Gyurjánra, de a kapus kivárt, és lövését bravúrral hárította. Mezőnyben gyűrték egymást a csapatok, a hazaiak nem jutottak a kapu közelébe. A vasiak sok támadást vezettek, de az utolsó passzok rosszak voltak. A 91. percben Mészáros Karol jobb oldali beadását a csepeliek védője, Mészáros László felpörgette és a labda a kapus felett a hálóba hullott; (0–2). A mérkőzés nagy részében a Haladás irányította a játékot, megérdemelten nyert a vasi együttes.
Mérkőzés utáni nyilatkozat:
Valódi kupamérkőzést játszottunk, uraltuk a találkozót. A hazai pálya minden előnyét élvező Csepel megnehezítette a dolgunkat.

### 7. forduló (főtábla 2. forduló)
| 2018. október 31., szerda 12:30 |

| Szarvasi FC (megye I)                                                     | 1 – 3               | Swietelsky Haladás                                                                                |
| ------------------------------------------------------------------------- | ------------------- | ------------------------------------------------------------------------------------------------- |
| Farkas (1–1) 77' Murvai 44' Polonszki 58' Klimaj 90+3' Viszkok 65′, 90+3′ | (0 – 1) Jegyzőkönyv | 39' (0–1) Kovács L. 82' (1–2) Kovács L. 90+1' (11-esből) (1–3) Kovács L. 45' Dausvili 90+3' Petró |

| Erzsébet ligeti sportpálya, Szarvas Nézőszám: 1.080 Játékvezető: Nazsa Tamás (magyar) Asszisztensek: Kovács Zoltán és Dobos Dávid |

- Haladás: Gyurján — Schimmer, Kovalovszki, Kolčák, Tamás L. — Rácz B., Dausvili, Kovács L., Ofosu (Németh Márió  67') — Bamgboye (Jagodics M.  76'), Gaál (Petró  60') • Fel nem használt cserék: Rózsa (kapus), Priskin, Jancsó, Habovda • Vezetőedző: Horváth Ferenc
- Szarvas: Lévai B. — Viszkok D., Bakró G., Szikora M., Polonszki P. (Kiri B.  87'), Medvegy Á., Murvai D. (Furár R.  60'), Kukovecz D. (Farkas N.  60'), Zima D., Kriska N., Sztojka Á. • Fel nem használt cserék: Kasik (kapus), Magyar, Takács • Vezetőedző: Rétes Pál

Jól kezdtek a vasiak, de az első nagy helyzetet a 7. percben szarvasiak hagyták ki: Gyurján bravúrral védte Sztojka lövését. A Haladás birtokolta többet a labdát, de komoly helyzetet nem tudott kidolgozni. A 39. percben megtört a jég: a bal oldalról egy szabadrúgást Gaál gyorsan bepasszolt a beinduló Kovács Lóránt elé, aki 14 méterről a bal alsó sarokba lőtt; (0–1). Szünet után a 48. percben Bamgboye jobb oldali beadását Rácz lőtte kapura, de a hazaiak kapusa, Lévai védett. Két perc múlva Gaál 32 méteres szabadrúgása a bal felső sarok mellett zúgott el. Négy perc múlva Sztojka 10 méterről a bal kapufát találta el. A 66. percben Funsho jobbról, 16 méterről nagy helyzetből a bal sarok mellé. A 75. percben egy jobb oldali beadásba Farkas Norbert pörgetett bele, a labda pedig nyolc méterről jobb felső sarokba hullott; (1–1). A szarvasiak nem sokáig örülhettek: a 80. percben Kovács Lóránt kapott labdát a jobb oldalon, majd 10 méterről a jobb sarokba lőtt; (1–2). A 89. percben bebiztosította győzelmét a Haladás: Ráczot rúgták fel a tizenhatoson belül. A büntetőt Kovács Lóránt a jobbra vetődő kapus mellett a kapu közepébe lőtte; (1–3). A vasiak végig uralták a mérkőzést, és miután magasabb sebességi fokozatba kapcsoltak, a nagyot küzdő hazaiak nem tudták tartani a lépést. A Haladás jól használta ki helyzeteit, megérdemelten nyert.
Mérkőzés utáni nyilatkozat:
Nagyon lelkes és harcos csapat ellen igazi kupameccset vívtunk, a kupatalálkozók valamennyi hibájával és szépségével. Amiért jöttünk, azt teljesítettük, örülök a továbbjutásnak.
Bármennyire is hihetetlen, de a tisztes helytállás mellett számos gólszerzési lehetőségünk is adódott. Mi nem tudtunk élni ezekkel, ellenfelünk viszont könyörtelenül kihasználta a sajátjait.

### 8. forduló (főtábla 3. forduló)
2018. október 31-én az M4 Sport stúdiójában a Magyar Kupa főtáblája 2. fordulójának gólösszefoglalója után elkészítették a következő forduló párosítását, amelyen már a legjobb 16 közé jutás a cél. A továbbjutás egy mérkőzésen dől el, a forduló hivatalos játéknapja: december 5., szerda.
Az Iváncsa KSE a Magyar Kupa főtáblájának 1. fordulójában idegenben mérkőzött meg a Ňagykanizsa csapatával. Az összecsapás a 88. percben dőlt el a vasiak javára, mikor is Bognár Bence talált be a kapuba. A főtábla 2. fordulójában hazai pályán fogadták a Pápai Perutz FC csapatát. Ezen a találkozón is 1 gól döntött a továbbjutásról, a hazaiak a 71. percben vették be ellenfelük kapuját Bartha Tibor révén.
| 2018. december 5., szerda |

| Iváncsa KSE (NB III) | – | Swietelsky Haladás |
| -------------------- | - | ------------------ |
|                      |   |                    |

| Iváncsa |

## Felkészülési mérkőzések
Győzelem
      Döntetlen
      Vereség

### Nyár
| 2018. június 23., szombat 11:00 |

| Szany SE (megyei II.) | 0 – 9 | Swietelsky Haladás                                                         |
| --------------------- | ----- | -------------------------------------------------------------------------- |
|                       |       | Medgyes Halmosi Rácz B. Kovács L. Tóth M. Németh Márió Németh Milán Jancsó |

| Szany |

| 2018. június 26., kedd |

| Admira Wacker (osztrák I.) | 1 – 0               | Swietelsky Haladás |
| -------------------------- | ------------------- | ------------------ |
| Starkl (1–0) 12'           | (1 – 0) Jegyzőkönyv |                    |

| Mödling, Ausztria Nézőszám: 150 |

- Haladás 1. félidő: Rózsa — Schimmer, Grumić, Tamás L., Németh Milán — Kovalovszki — Medgyes, Petró, Németh Márió, Halmosi — Bamgboye
- Haladás 2. félidő: Gyurján — Habovda, Kolčák, Bolla, Bošnjak — Jagodics M. — Medgyes, Jancsó, Petró, Rácz B. — Bamgboye • Vezetőedző: Michal Hipp

A kezdeti kiegyenlített játékot követően a 8. percben Halmosi bal oldali beadását Funsho lőtte a kapu mellé. A 12. percben Starkl ugrott ki a jobb oldalon, majd 12 méterről a bal sarokba lőtt; (1–0). Mezőnyjáték folyt, kemény volt a mérkőzés, egyik csapat sem kímélte a másikat. A 33. percben eladták a labdát a vasiak, az osztrákok kapufát lőttek. A szombathelyiek szép támadásokat vezettek, szögleteket lőttek, de komoly helyzetet nem sikerült kidolgozniuk. Szünet után a 47. percben egy jobb oldali beadás után Jagodics fejesét védte a kapus, majd az 54. percben ismét Jagodics jeleskedett, de lövésébe belelépett egy védő. A Haladás meddő mezőnyfölényben futballozott, szép támadásokat vezetett, de kihagyta helyzeteit. A vasiak végig nagy akarással futballoztak.
A felkészülés ezen szakaszában nagyon hasznos edzőmérkőzést vívtunk egy jó csapat ellen. Az első húsz perctől eltekintve elégedett vagyok a látottakkal, kiegyenlített mérkőzést vívtunk, de míg a hazaiak három helyzetükből egyet belőttek, mi több lehetőségünkből egyet sem. Azért is hasznos volt a találkozó, mert lehetőséget adhattam fiatal labdarúgóinknak is. A találkozó megmutatta hibáinkat, de a felkészülés mostani fázisában ez normális, ez a cél. Ami Priskint illeti, Myke Ramos és David Williams távozott, Rabušic pedig még nem egészséges, ezért nagyon nagy szükségünk volt egy gólerős támadóra.
| 2018. június 30., szombat 10:30 |

| Swietelsky Haladás                      | 2 – 2               | SV Lafnitz (osztrák III.)                       |
| --------------------------------------- | ------------------- | ----------------------------------------------- |
| Bošnjak (1–0) 39' K. Mészáros (2–0) 62' | (1 – 0) Jegyzőkönyv | 64' (11-esből) (2–1) Gschiel 70' (2–2) Zivotics |

| Haladás Sportkomplexum, Szombathely Nézőszám: 300 Játékvezető: Pintér (magyar) |

- Haladás 1. félidő: Király — Habovda, Tamás L., Németh Milán, Bošnjak — Jagodics M. — Medgyes, Rácz B., Németh Márió, Halmosi  — Priskin
- Haladás 2. félidő: Gyurján — Schimmer, Tamás L., Németh Milán, Bošnjak — Jagodics M. — K. Mészáros, Rácz B., Jancsó, Bolla — Priskin • Vezetőedző: Michal Hipp

A szombathelyieknél kisebb-nagyobb sérülés  miatt nem kevesebb mint kilenc futballista, Kolcák, Kovács, Grumics, Kovalovszki, Tóth M., Petró, Pinte, Rabusic és Funsho hiányzott. Jó iramban kezdődött a mérkőzés, a szombathelyiek ragadták magukhoz a kezdeményezést. A 10. percben Rácz 12 méterről a felső lécet találta telibe, majd Németh Márió közeli lövését védte az osztrákok kapusa, Zingl. Egy időre el is lőtték puskaporukat a vasiak, az osztrákok is vezettek néhány támadást. Viszonylag eseménytelen percek után a 39. percben Bošnjak balról, 18 méterről óriási gólt lőtt a bal felső sarokba; (1–0). A gól után a vasiak játszottak fölényben, beszorították ellenfelüket saját tizenhatosára. Szünet után  a 48. percben Priskin száguldott el a jobb szélen, beadását a méterekről becsúszó Németh Milán alig lőtte a jobb sarok mellett. A 62. percben Bošnjak balról a hosszú oldalra ívelt, Karol Mészáros pedig 15 méterről kilőtte a jobb sarkot; (2–0). Két perc múlva, a 64. percben Gschiel büntetőből szépített; (2–1). A 70. percben egy jobb oldali beadást Zivotics továbbított öt méterről a hálóba; (2–2). A 78. percben Priskin 20 méteres szabadrúgása a felső kapufán csattant. A hajrában sorra vezette támadásait a hazai együttes, de nem sikerült megszereznie a győztes találatot.
Kiegyenlített mérkőzést vívtunk, látszott, hogy fáradtabbak vagyunk ellenfelünknél. Két gyönyörű gólt szereztünk, de az osztrákok kihasználták hibáinkat, és kiegyenlítettek. Kettő nullról nem szabad kiengedni egy mérkőzést. Ami az újakat illeti, Priskin Tamás négy kemény edzés után lépett pályára, ha nincs ennyi sérültünk, nem is játszotta volna végig a meccset. De minőséget képvisel, örülünk, hogy itt van. Jurij Habovda is a felkészülés legkeményebb részére érkezett, így ő is fáradt volt. Viszont nagyon örülünk Mészáros Karol visszatérésének. Még lesznek távozók, érkezők, a kapus kivételével valamennyi csapatrészbe szeretnék még igazolni.
A Szombathelyi Swietelsky-Haladás együttese 2018. július 2-án a határtól nem messze fekvő, szlovéniai Moravska Teplicébe (Alsómarác) utazott edzőtáborba, hogy felkészüljön az idényre.
| 2018. július 4., szerda 19:00 |

| NK Nafta Lendava (szlovén II.)     | 2 – 2               | Swietelsky Haladás                    |
| ---------------------------------- | ------------------- | ------------------------------------- |
| Zirko (1–0) 17' Rozginić (2–2) 34' | (2 – 2) Jegyzőkönyv | 25' (1–1) M. Grumics 29' (1–2) Jancsó |

| Lendva, Szlovénia Nézőszám: 300 Játékvezető: Hozjan |

- Haladás 1. félidő: Rózsa — Schimmer, Miroszlav Grumics, Bolla, Németh Milán — Kovalovszki — Pinte, Jancsó, Rácz B., Halmosi — Priskin
- Haladás 2. félidő: Király — Habovda, Kolčák, Tamás L., Bošnjak — Jagodics M. — K. Mészáros, Németh Márió, Petró, Medgyes (Rabušic  70') — Bamgboye • Vezetőedző: Michal Hipp

A 17. percben egy szöglet után Zirko hat méterről a bal sarokba vágta a labdát; (1–0). A 25. percben egyenlített a szombathelyi csapat: Rácz jobb oldali beadását Grumics hat méterről a jobb sarokba fejelte; (1–1). A 29. percben Pinte jobb oldali beadását Halmosi a hosszú oldalról visszafejelte, Jancsó pedig hét méterről, fordulásból a jobb sarokba bombázott (1-2). A 32. percben Priskin passzolt Pintéhez, a támadó lövését védte a szlovén kapus. A 34. percben Rozginić futott el a jobb szélen, lefutotta a védelmet, majd 14 méterről a bal sarokba lőtt; (2–2). A találkozó jól szolgálta a felkészülést, a vasiaknak több helyzetük volt ellenfelüknél, ám ezeket kettő kivételével elpuskázták az agresszívabban futballozó lendvaiak ellen.
Álmosan kezdtük a mérkőzést, az első 15-20 percben fásultan mozogtunk, a hazaiak dinamikusabbak voltak. A lendvaiak egy pontrúgás utáni hibát kihasználva vezetést szereztek. A góltól felébredtünk, átvettük az irányítást, több helyzetet kialakítottunk, melyek közül kettőt értékesítettünk. A hazaiak ellentámadásokból veszélyeztettek, és egy nagy egyéni hibából kiegyenlítettek. Szünet után másik összeállítású csapatot küldtem pályára, a második játékrészben végig mi diktáltuk a tempót, birtokoltuk a labdát, a hazaiakat nem engedtük helyzetbe kerülni. Több gólszerzési lehetőségünk is akadt, sajnos ismét gyenge volt a helyzetkihasználásunk, ami megbosszulta magát. A játékosok kicsit fáradtan mozogtak, ami nem meglepő, a felkészülés ezen szakaszában ez normális, másrészt a meccs napjának délelőttjén is keményen edzettek.
| 2018. július 7., szombat 14:00XV. Király Kupanemzetközi labdarúgótorna2x30 perces játékidő |

| Swietelsky Haladás | 0 – 1               | Kaposvári Rákóczi FC (NB II.) |
| ------------------ | ------------------- | ----------------------------- |
|                    | (0 – 1) Jegyzőkönyv | 26' (0–1) Hegedűs             |

| Király Sportlétesítmény, Szombathely Nézőszám: 300 Játékvezető: Király Zsolt |

- Haladás: Gyurján (Rózsa  szünetben) — Schimmer, Miroszlav Grumics (Tamás L.  szünetben), Bolla, Németh Milán — Kovalovszki (Pinte  szünetben) — Bamgboye, Jancsó, Rácz B., Halmosi — Rabušic • Vezetőedző: Michal Hipp
- Kaposvár: Slakta — Vachtler, Szabó A., Ur, Hadaró — Hegedűs, Horváth A. (Kollega  47'), Zsiga, Bíró — Ivancsics, Rajczi (Andorka  40') • Vezetőedző: Waltner Róbert

A szombathelyiek ragadták magukhoz a kezdeményezést, az első percekben a vendégek át sem jöttek a félpályán. Aztán kiegyenlítetté vált a játék, a kaposváriak kiszabadultak a szorításból és feljebb merészkedtek. Ennek ellenére az első negyedórában egyik kapu előtt sem adódott komoly helyzet – sőt, kisebb lehetőség sem. A 24. percben egy jobb oldali támadás után Halmosi Péter balról 19 méterről óriási lövést eresztet meg, a labda a bal felső sarok mellett zúgott el. A 26. percben Hegedűs Dávid elé került a labda, a középpályás  nyolc méterről a jobb sarokba lőtt; (1–0). Szünet után a 34. percben Rabušic 12 méteres lövését védte Slakta. Nem sokkal később ismét a cseh támadó került helyzetbe, de 10 méterről a jobb sarok mellé helyezett. Újra Rabusic került ziccerbe, de Slakta védett. A másik oldalon egy kontra után Rózsának kellett nagyot tornáznia. A vasiak irányították a játékot, a kaposvári kontrák rendre lesen akadtak el. Az utolsó pillanatban még Bamgboye került helyzetbe, de a feje helyett a hasával "lőtt" kapura, így maradt a végeredmény 1–0 a kaposváriak javára.
| 2018. július 7., szombat 19:00XV. Király Kupanemzetközi labdarúgótorna2x30 perces játékidő |

| Swietelsky Haladás | 0 – 2               | Paksi FC                            |
| ------------------ | ------------------- | ----------------------------------- |
|                    | (0 – 2) Jegyzőkönyv | 5' (0–1) Lenzsér 24' (0–2) Simon A. |

| Király Sportlétesítmény, Szombathely Nézőszám: 300 Játékvezető: Kovács G. |

- Haladás: Király — Habovda, M. Grumics, Tamás L., Bošnjak — Kovalovszki — K. Mészáros, Németh Márió, Petró, Lyng — Priskin • Vezetőedző: Michal Hipp
- Paks: Nagy G. — Kulcsár, Lenzsér, Gévay, Szabó J. — Simon Á., Bertus, Kecskés, Haraszti — Simon A. (Hahn  51'), Bartha • Vezetőedző: Csertői Aurél

A paksiak kezdték jobban a mérkőzést: az 5. percben bal oldali szögletet követően Lenzsér fejelt a hálóba; (0–1). Kiegyenlített játékkal teltek a percek, a tempóra nem lehetett panasz, de a helyzetek elmaradtak. A 24. percben Bertus lövését még Király bravúrral védett, a kipattanót az exszombathelyi Simon András hat méterről helyezte a kapuba; (0–2). A gól után a Haladás próbálkozott, de az utolsó passzokat elrontották a vasi játékosok. Szünet után mezőnyben folyt a játék, különösebb izgalom nélkül. Majd Bosnjak hosszú labdájával Priskin lépett ki, elhúzta a labdát Nagy Gergő mellett, de lövését Gévay blokkolta. A 46. percben növelhette volna előnyét a Paks: egy bal oldali beadást Szabó János a jobb kapufára fejelt. A szombathelyiek nem tudtak mit kezdeni a stabilan védekező paksiakkal, akik végül megérdemelten nyertek. A Haladás negyedik helyen zárta a tornát.
Mindkét mérkőzésen kikaptunk, gólt sem szereztünk, így természetesen nem lehetek elégedett. A Kaposvár ellen a második félidőben jól játszottunk, voltak helyzeteink, ám ezeket nem tudtuk értékesíteni, míg a somogyiak két helyzetükből egyet belőttek. A Paks viszont minden tekintetben jobb volt, megérdemelten győzött. Nem voltunk egységesek, úgy is fogalmazhatnék: össze-vissza focit játszottunk. Több új játékos érkezett, akik még nem érzik egymást a többiekkel, így sok munka vár még ránk, hogy ez a csapat olyan egységes legyen és jól teljesítsen. Ráadásul az új fiúk nem egyszerre, hanem egymás után jöttek, így még nehezebb dolgunk van.
A cseh első osztály 13. helyen végzett cseh 1. FC Slovácko ellen a szombathelyieknél Kovács Lóránt, Tóth Máté hiányzott sérülés miatt. 
| 2018. július 14., szombat 16:00 |

| 1. FC Slovácko (cseh I.) | 1 – 1               | Swietelsky Haladás |
| ------------------------ | ------------------- | ------------------ |
| Sadílek (1–1) 86'        | (0 – 1) Jegyzőkönyv | 35' (0–1) Lyng     |

| Pöllau, Ausztria Nézőszám: 100 Játékvezető: Waissfobacher (osztrák) |

- Haladás: Király — Schimmer (Habovda  szünetben), Kolčák (Tamás L.  szünetben), Beneš, Bošnjak — Jagodics M., M. Grumics (Bamgboye  80') — K. Mészáros (Petró  70'), Németh Márió (Rácz B.  64'), Lyng (Halmosi  58') — Priskin (Rabušic  61') • Vezetőedző: Michal Hipp

A vasiak kezdték jobban a mérkőzést, a negyedik percben szép támadás végén Németh Márió jobb oldali beadásáról a kapu előtt Mészáros hajszállal maradt le. Mezőnyjáték folyt, a kapuk nem forogtak veszélyben. A 35. percben egy remek magyar támadás után Schimmer jobb oldali beadását a hosszú oldalon érkező Emil Lyng öt méterről a jobb sarokba fejelte; (1–0). A csehek összekapták magukat, a félidőből hátralévő időt alaposan megnyomták, de nem jelentettek veszélyt Király kapujára. Szünet után magasabb fokozatba kapcsoltak a csapatok, az 57. percben Priskin lőtt mellé kecsegtető helyzetben, majd a csehek találták telibe a kapufát. A hajrában Király bravúrjai tartották a lelket a zöld-fehérekben. A kapus előbb a léc alól tolt ki egy lövést, majd a jobb oldalon kilépő támadó lapos próbálkozását védte lábbal. A 86. percben viszont egy szöglet után a másik oldalon Beneš fejelt a felső kapufára. A 90. percben egy bal oldali beadás után az ide-oda pattogó labdát Lukáš Sadilek hat méterről a bal sarokba lőtte; (1–1).

### Ősz
| 2018. szeptember 6., csütörtök |

| SV Mattersburg (osztrák I.)                        | 3 – 0               | Swietelsky Haladás |
| -------------------------------------------------- | ------------------- | ------------------ |
| Sánchez (1–0) 37' Pušić (2–0) 45' Gruber (3–0) 75' | (2 – 0) Jegyzőkönyv |                    |

| Sankt Johann in der Haide Ausztria Nézőszám: 150 Játékvezető: Krainer (osztrák) |

- Haladás 1. félidő: Gyurján — Habovda, Beneš, Tamás L., Halmosi — Jagodics M. — Bamgboye, Németh Márió, Gaál, Sinanovics — Rabušic
- Haladás 2. félidő: Rózsa — Habovda (Schimmer  48'), Beneš, Tamás L. (Kolčák  58'), Németh Milán — Jagodics M. (Kovalovszki  55') — Bamgboye (M. Grumics  65'), Petró, Rácz B., Pinte — Priskin • Vezetőedző: Michal Hipp

A szombathelyieknél Bošnjak Predrag, Emil Lyng, Kovács Lóránt sérülés miatt hiányzott, míg Jancsó András az U21-es válogatottal szerepelt. Király Gábor és Mészáros Karol pedig pihenőt kapott. Egy próbajátékos is helyet kapott a kezdőben: az Illés Akadémián nevelkedett, legutóbb Nyíregyházán futballozó Sinanovics Sinan a középpályán szerepelt. A vasiak kemény edzések után léptek pályára – kedden és szerdán is kétszer tréningeztek valamint a meccs napjának délelőttjén is edzettek. Egymásnak estek a csapatok, kemény rohanós játékkal teltek a percek, ám ez a minőségi futball rovására ment. A 21. percben Halmosi bal oldali beadását Bamgboye hét méterről kapu mellé fejelt. A 30. percben Gaál bal oldali szögletét Beneš nyolc méterről fölé fejelt. A két szélen szép támadásokat vezettek a vasiak. A 37. percben egy labdavesztés után a bal szélen megugró Sánchez öt méterről a kapu bal oldalába emelt; (1–0). A 45. percben Pušić kapott labdát, 11 méterről, középről jobb alsóba lőtt, Gyurján még beleért a lövésbe, de nem tudott menteni; (2–0). Szünet után az 52. percben Priskin 17 méterről a jobb alsó sarokba tartó lövését védte bravúrral a kapus. A 60. percben Priskin 20 méteres szabadrúgása alig zúgott el a bal sarok mellett. A 72. percben Priskint buktatták a tizenhatoson belül.  A tizenegyest Petró lőtte, amolyan „panenkásan” a bal sarok irányába lőtte, de kapus védett. A 78. percben egy balról leadott lövést Rózsa bravúrral a bal sarok kapufára tolta, a kipattanót Gruber három méterről a léc alá vágta; (3–0). A hátralévő időben a vasiak megpróbáltak szépíteni, ám az osztrákok stabilan védekeztek.